# Ókori görög irodalom

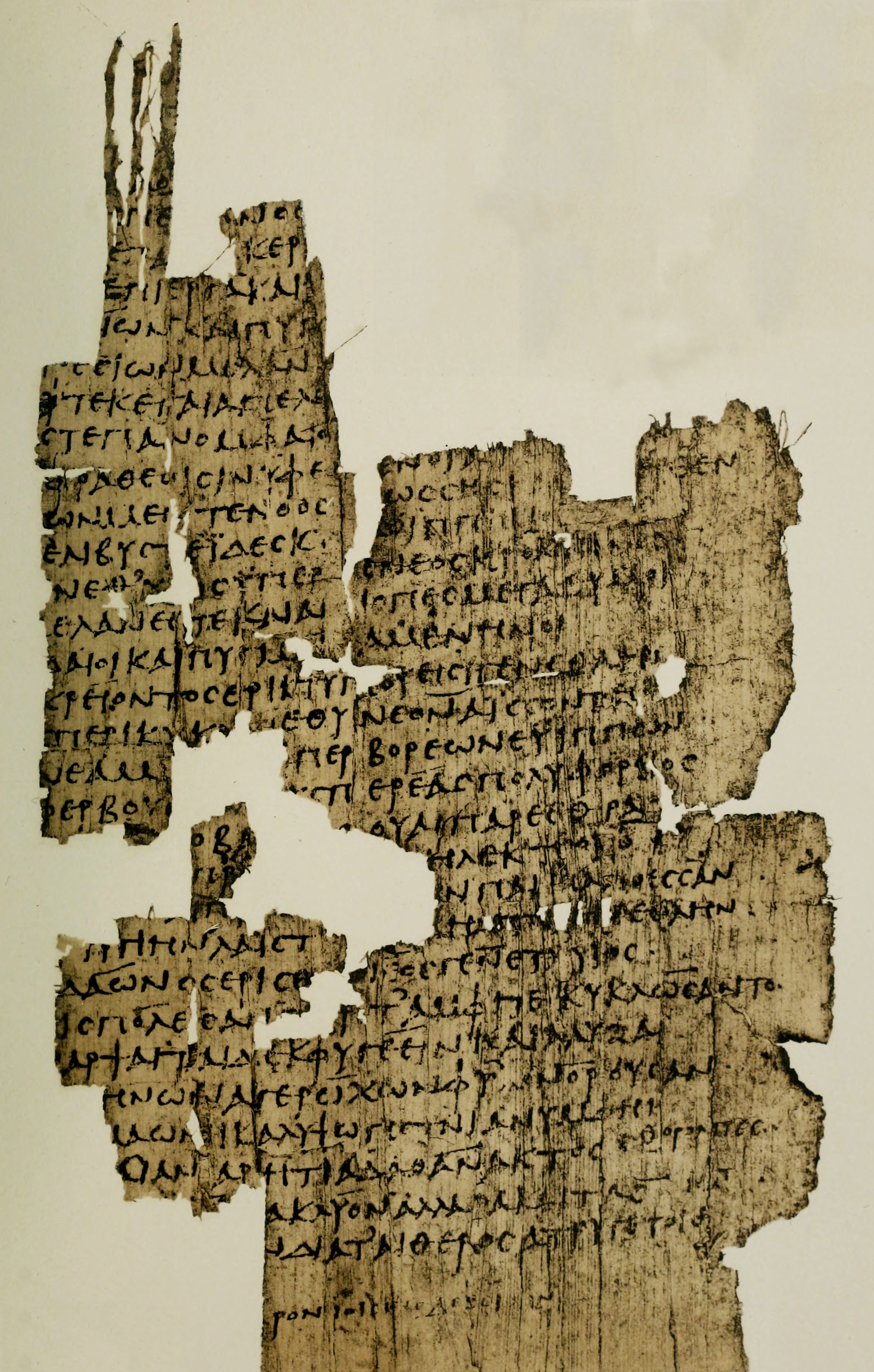
Töredékek Hésziodosz műveiből (Papyrus Oxyrhynchus)

Ókori görög irodalom név alatt tartják számon az ókor (hagyományosan Kr. e. 3000 körül – Kr. u. 476) során a mai Görögország, illetve az azon kívül eső területeken ógörög nyelven keletkezett irodalmi alkotások (szépirodalmi, irodalomtudományi, nyelvészeti, történeti, filozófiai, földrajzi, matematikai, csillagászati, orvostudományi, és szónoki művek) összességét. A legkorábbra datálható ezen fennmaradt alkotások közül jelenlegi ismereteink szerint Homérosz Iliasz-a és Odüsszeiá-ja (Kr. e. 8. század), míg legkésőbbi képviselői értelemszerűen az ókor végi (Kr. u. 5. század) nagyszámú görög nyelvű alkotások. Az ókori görög irodalom szerves folytatása a középkori görög irodalom, melyről a bizánci irodalom szócikkben lehet olvasni. Ugyancsak külön szócikk tárgyalja az ókori görög irodalommal párhuzamosan fejlődő, több tekintetben annak hatása alatt álló római irodalmat.
Megjegyzés:
- Az ókori görög irodalom kései szakaszában (a Kr. u. 1. századtól) megjelenő keresztény görög irodalmat külön szokták tárgyalni, a hagyományos (keresztény szóhasználattal „pogány”) görög irodalomtól. A Wikipédia ehhez alkalmazkodva az ókeresztény irodalom szócikkben számol be ezen alkotásokról.

## A kezdetektől a perzsa háborúkig (Kr. e. VIII. század – Kr. e. V. század)

### Költészet

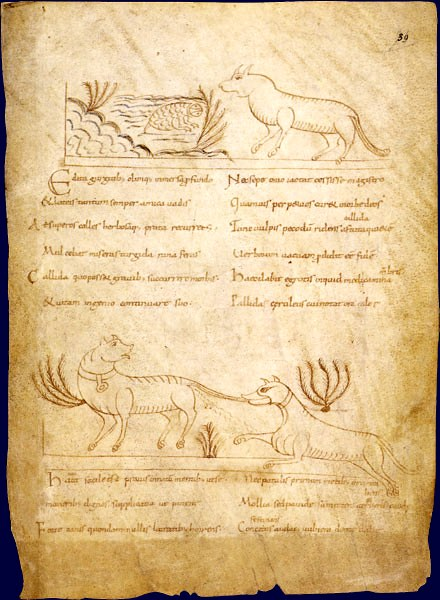
Középkori latin nyelvű kézirat Aiszóposz műveiből (Manuscrits, Nouvelles Acquisitions latines 1132 fol. 39, 10. század)

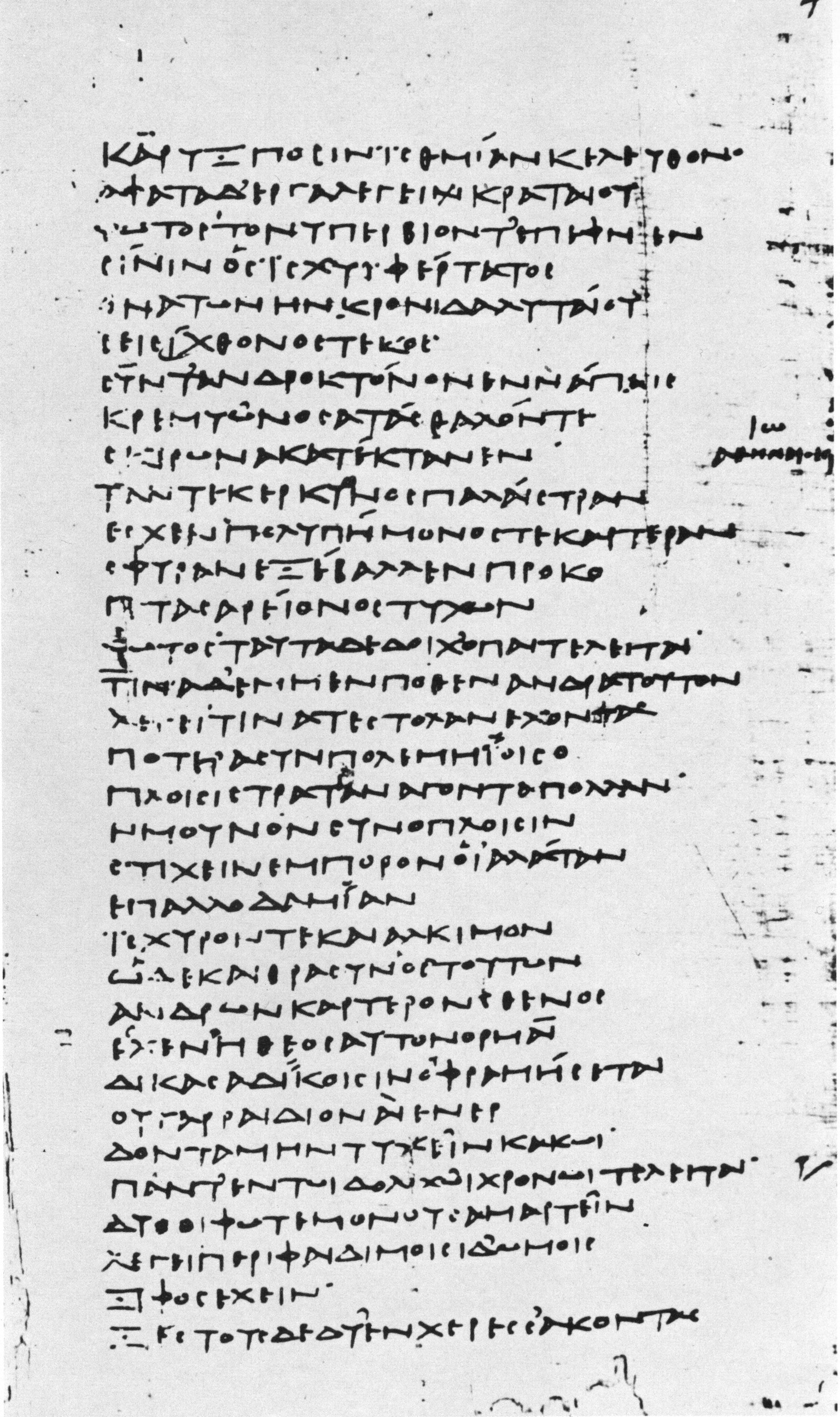
Egy oldal Bakkhülidész költeményeinek egyik régi kéziratából

Homérosz A görög irodalom jelenleg ismert legkorábbi alkotásának valószínűleg a félig-meddig mitikus Homérosz (Kr. e. VIII. sz.) két eposza, az trójai háborút elbeszélő Iliasz, illetve folytatása, az Odüsszeia tekinthető. (Egyes újabb nézetek szerint a két mű nem egy író alkotása.) Nem sokkal később keletkezhettek a kezdetben – és már az ókori irodalomtörténészek szerint valószínűleg tévesen – szintén Homérosznak tulajdonított, és napjainkra rövid idézetektől eltekintve elveszett egyéb régi eposzok (pl. Titanomakhia, Oidipodeia, Thébaisz, Epigonoi, Küpria, Aithiopisz, Kis Iliasz, Iliuperszisz, Nosztoi, Télegonia). Homérosznak himnuszokat is tulajdonítottak (Apollón-, Hermész-, Aphrodité-, Démétér-himnusz). Bizonytalan szerzőségű a Békaegérharc (gör. Batrakhomüomakhia) című, Iliászt utánzó komikus kiseposz.
Hésziodosz Valamivel Homérosz után élt Hésziodosz (Kr. e. 700 k.), aki a mitológiai témakörű Theogónia ('Az istenek származása'), illetve a paraszti élettel foglalkozó Munkák és napokkal örökítette meg nevét. Nem sokkal e művek után keletkezett, és feltehetően nem Hésziodosztól az úgynevezett a mitológiai hősnők jegyzékeit tartalmazó Nők katalógusa, illetve a Héraklész születésével foglalkozó Héraklész pajzsa című kiseposz.
Kr. e. VII–VI. századi költészet Kisebb töredékek maradtak fenn Türtaiosz (Kr. e. 660 k.) és Mimnermosz (Kr. e. 630 k.) költeményeiből. Elégiaköltőként is ismeretes kora jelentős politikusa, Szolón (Kr. e. 638–558). A legterjedelmesebb elégia-könyv szerzője a megarai Theognisz (Kr. e. VI. sz.) volt. Arkhilokhosz (Kr. e. 680–645), és Hippónax (Kr. e. 541–487) jambikus költeményeket, költeménytöredékeket hagyott hátra. Alkaiosz (Kr. e. 620–570) himnuszokat és bordalokat, míg Anakreón (Kr. e. 582–485) és Szapphó (Kr. e. 630–570), a leszboszi költőnő szerelmi költeményeket írt. Mürtisz (Kr. e. VI. sz.) és Korinna (Kr. e. VI–V. sz.) költőnők művei nem maradtak fenn. Szteszikórusz (Kr. e. 632–556) nagy terjedelmű mitologikus költeményeiből (Gérüonéisz, Szüothérai, Eriphülé, Iliuperszisz, Helené, Palinódia, Oreszteia) csak töredékek ismertek, Ariontól (Kr. e. VII. sz.) még azok sem.
Kr. e. V. századi költészet Szimónidész (Kr. e. 556–468) korának talán legjelentősebb költője volt: állítólag 56 alkalommal nyerte meg a költészeti versenyeket. Kortársának, Bakkhülidésznek (Kr. e. 516–451) több költeménye csak a 19. század végén került elő. Pindarosz (Kr. e. 522–442) kardalköltőnek 17 könyvnyi költeményéből – töredékeken kívül – csak 4 maradt fenn teljes egészében.
Korai drámairodalom A korai drámaíróknak csak a nevét ismerjük (Theszpisz, Khoirilosz, Phrünikhosz). Szicíliai Epikharmosz (Kr. e. 524–435) komédiáiból (Hébé lakodalma, A paraszt, Az ünneplők, A remény vagy a gazdagság, A tenger és a szárazföld) már töredékek is fennmaradtak. Szophrón (Kr. e. 430 k.) mimusai (A paraszt, A tonhalak halásza, Az anyós, A foltozónők, Az iszthmoszi játékokat néző nők, A holdat elvarázsoló nők) viszont teljesen elvesztek.

### Földrajz- és történettudomány
A görög prózairodalom első emlékei jóval az első költészeti alkotások után keletkeztek, elsősorban a földrajz, történetírás és a filozófia területén. Milétoszi Hekataiosz (Kr. e. 540–479) beutazta a görög területeken kívül Trákiát, Egyiptomot, és Perzsiát, majd élményeit Földleírás című földrajzi művében foglalta össze. A Genealógiák legalább négy könyvében a dórok és iónok mitikus történetét dolgozta fel. Művei nem maradtak az utókorra, ahogy más földrajzi írók (Szkülax) és krónikások (Akuszilaosz, Xanthosz, Déiokhosz, Kharón, Dionüsziosz, Phereküdész), az úgynevezett logográfusok írásai sem.

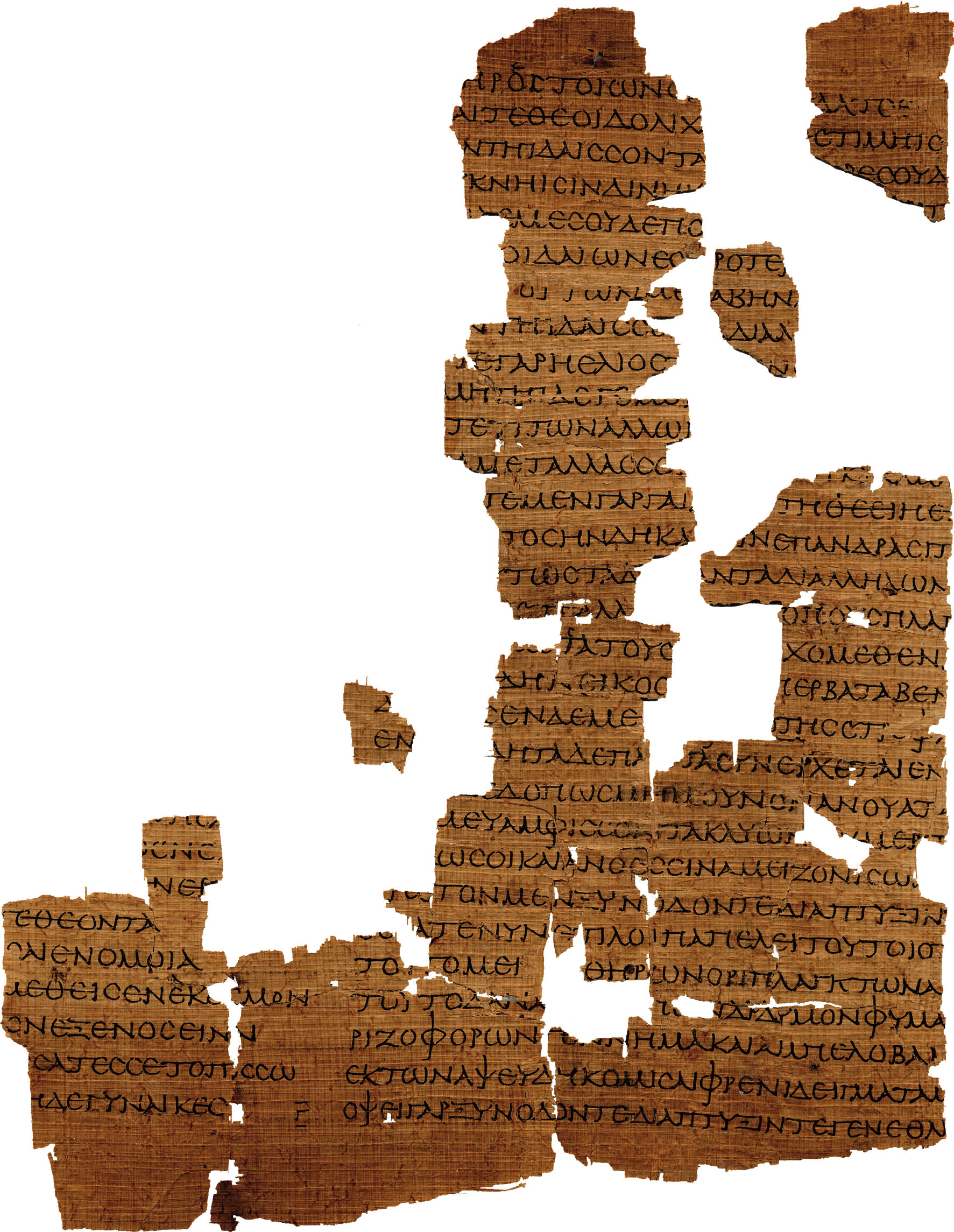
Töredékek Empedoklésztől (Kr. u. 1. század vége)

### Filozófia
A korai – úgynevezett preszókratikus („Szókratész előtti”) – filozófusok legkorábbi alakja minden bizonnyal Thalész (Kr. e. 624–546), akitől semmiféle írás nem maradt fenn. (Lehetséges, hogy nem is jegyzett le egyáltalán semmit.) Kissé fiatalabb volt nála Anaximandrosz (Kr. e. 610–547), majd a már prózai műveket hátrahagyó Anaximenész (Kr. e. 586–528). Xenophanész (Kr. e. 570–475) verses formában jelentette meg filozófiai tanítását, akárcsak feltételezett tanítványa, Parmenidész (Kr. e. 520–460). Nevezetes korabeli filozófus volt még Eleai Zénón (Kr. e. 488–430), Melisszosz (Kr. e. 470–430), Hérakleitosz (Kr. e. 535–475), Empedoklész (Kr. e. 495–435), illetve a misztikus–filozófusok, Püthagorasz (Kr. e. 570–495) és Philolaosz (Kr. e. 470–385).

### Szépirodalom
A szépprózát Aiszóposz (Kr. e. 620–564) állatmeséi képviselik, amelyek később a világirodalom gyakran feldolgozott alkotásaivá váltak.

## A klasszikus kor irodalma (A perzsa háborúktól Nagy Sándorig, I. e. 5–3. század)

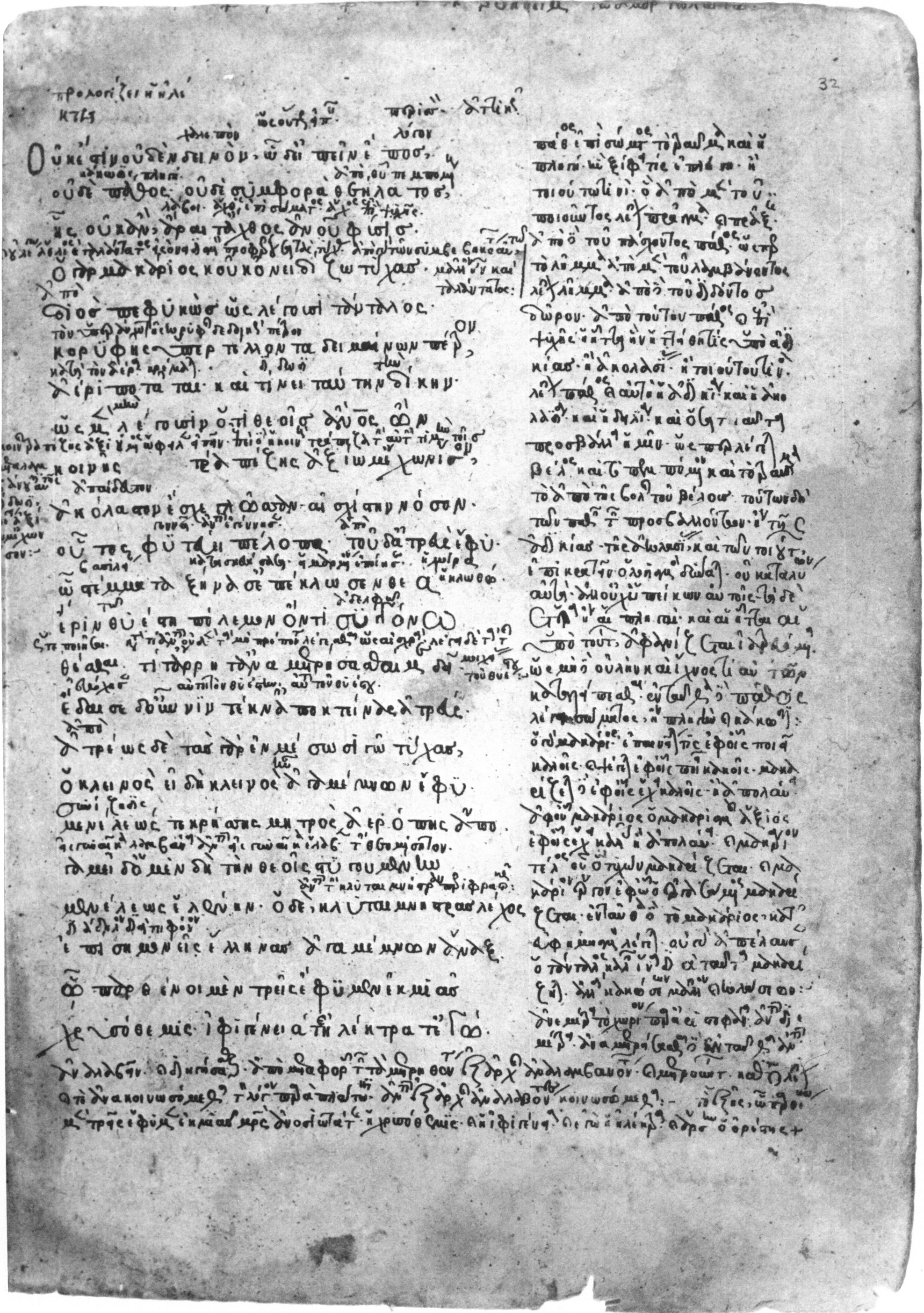
Euripidész Oresztészének egy 14. századi kézirata

### Tragédia
A klasszikus korban, a Kr. e. 5–4. század az athéni kultúra aranykorának, a drámaköltészet, történetírás, retorika és filozófia klasszikusainak időszaka. A drámairodalom területén Aiszkhülosz (Kr. e. 525–456) fennmaradt 7 drámája közül a Perzsák, a Heten Thébai ellen, az Oltalomkeresők, az Oreszteia, és a Leláncolt Prométheusz tartozik a nevezetesebbek közé. Szophoklész (Kr. e. 496–406) ugyancsak 7 tragédiát hagyott hátra (nevezetesebbek: Élektra, Aiasz, Oidipusz király, Oidipusz Kolónoszban), szatírjátékaiból csak töredékek ismertek. Euripidésztől (Kr. e. 480–406) is fennmaradtak tragédiák (Élektra, Oresztész, Ión, Trójai nők, Hippolütosz, Bacchánsnők), és fennmaradt egy szatírdrámája is (Küklopsz).

### Ó- és középkomédia
Az úgynevezett ókomédia írói közül Kratinosz (Kr. e. 519–422) több művéből (Arkhilokhoi, Thrák nők, Khirónok, Mindentlátók, Odüsszész) maradtak fenn töredékek. Nagyrészt csak címükben ismerjük Kratész (Kr. e. 440 k.), Pherekratész (Kr. e. 430 k.), és Eupolisz (Kr. e. 446–411) komédiáit is. Ezzel szemben teljes egészükben fennmaradtak Arisztophanész (Kr. e. 446–386) művei (A darazsak, A felhők, A madarak, A békák, A nőuralom). – A későbbi nevezetes, úgynevezett középső komédiaköltők (Antiphanész [Kr. e. 408–334], Alexisz [Kr. e. 375–275], Anaxandridész [?–Kr. e. 347 k.]) művei hasonlóképpen töredékesen ismertek.

### Eposz, líra
Elvesztek a korszak epikus költőinek a művei is, így Panüasszisz (?–Kr. e. 454) Héraklésze, Khoirilosz (Kr. e. 440–401 u.) Perszeisze, Antimakhosz (Kr. e. 430–340) Thébaisza, és Hégémón (Kr. e. 450–401 u.) Gigantomakhiája. A lírikus költők közül Teleszilla (Kr. e. 510 k.) és Praxilla (Kr. e. 450–?) költőnők neve említendő: előbbi himnuszokat, utóbbi bordalokat írt. A kardalköltészet terén Melanippidész (Kr. e. 480–412), Diagorasz (Kr. e. 475–410 u.), Kinésziasz (Kr. e. 450–390), és Philoxénosz (Kr. e. 435–380) tűnt ki. Az ő műveik sem maradtak fenn.

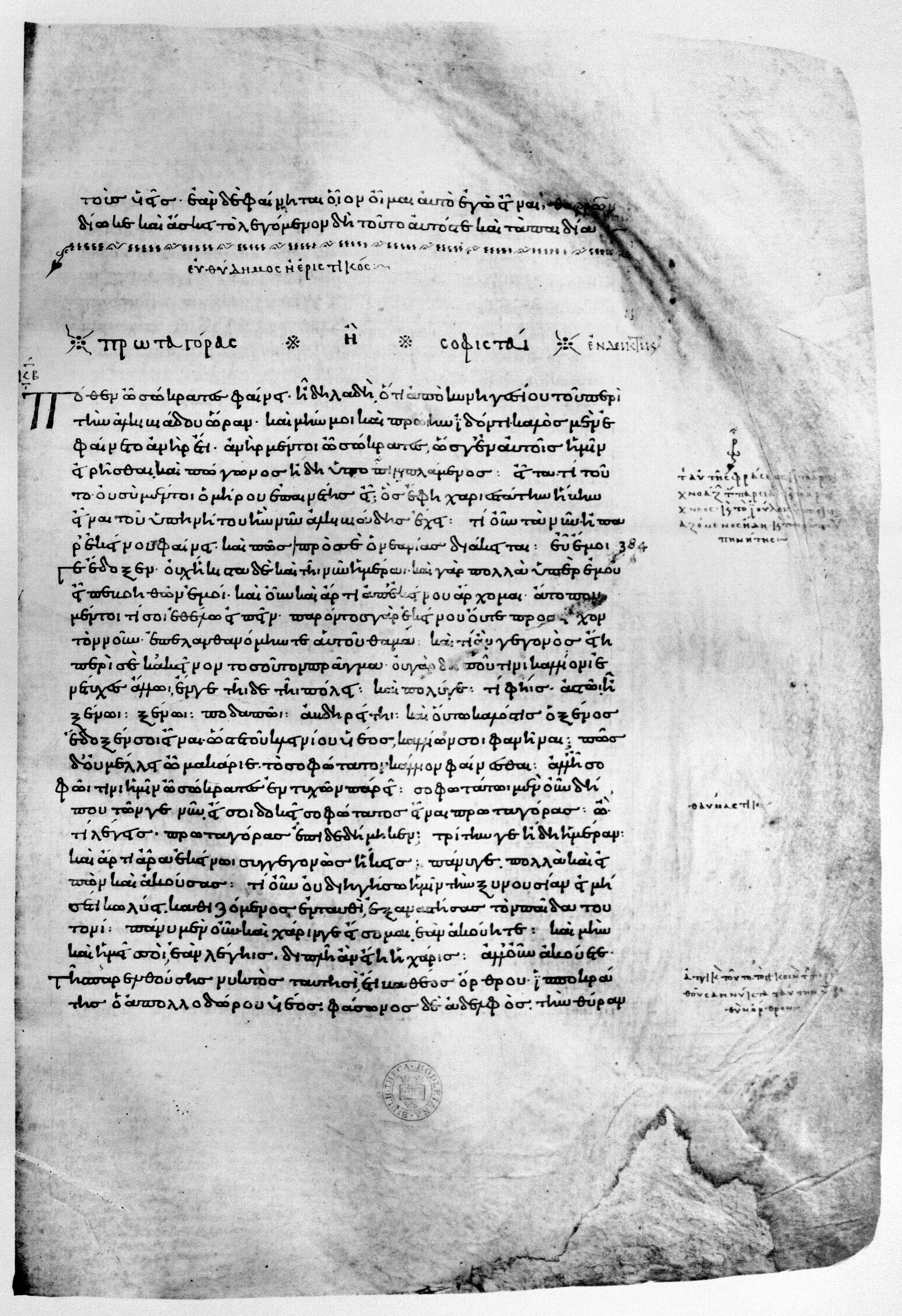
Középkori kézirat Prótagorasz műveivel (Codex Oxoniensis Clarkianus 39, 895 körül)

### Filozófia
Töredékesen ismert a korszak két jelentős filozófusának, Klazomenai Anaxagorasz (Kr. e. 500–428) és Démokritosz (Kr. e. 470–370) munkássága. Mellettük a szofista filozófusok szereztek nevet maguknak, így Prótagorasz (Kr. e. 486–411, művei: Az istenekről; Igazság, avagy cáfolatok; Az ősállapotról; Az erényekről), a Keoszi Prodikosz (Kr. e. 465–399 u., műve: Hórai), Éliszi Hippiasz (Kr. e. 443–399, művei: Szünagógé, Trójai dialógus), Leontinoi Gorgiasz (Kr. e. 485–380, műve: A természetről vagy a nemlétezőről), a már tragédiaköltőként említett Kritiasz (művei: Aphoriszmoi ['Elhatárolások'], Homiliai ['Beszélgetések']). Utóbbi írások részben töredékesen maradtak fenn. – Szókratész (Kr. e. 469–399) valószínűleg soha nem írt le semmit, a cinikus Antiszthenész (Kr. e. 446–368), Szinópéi Diogenész (Kr. e. 412–323), és Thébai Kratész (Kr. e. 365–285) filozófiai írásaiból töredékeket ismerünk. Platón (Kr. e. 427–347) írásai ellenben jelentős részben megmaradtak. Arisztotelész munkássága a polihisztorok alfejezetben van tárgyalva.

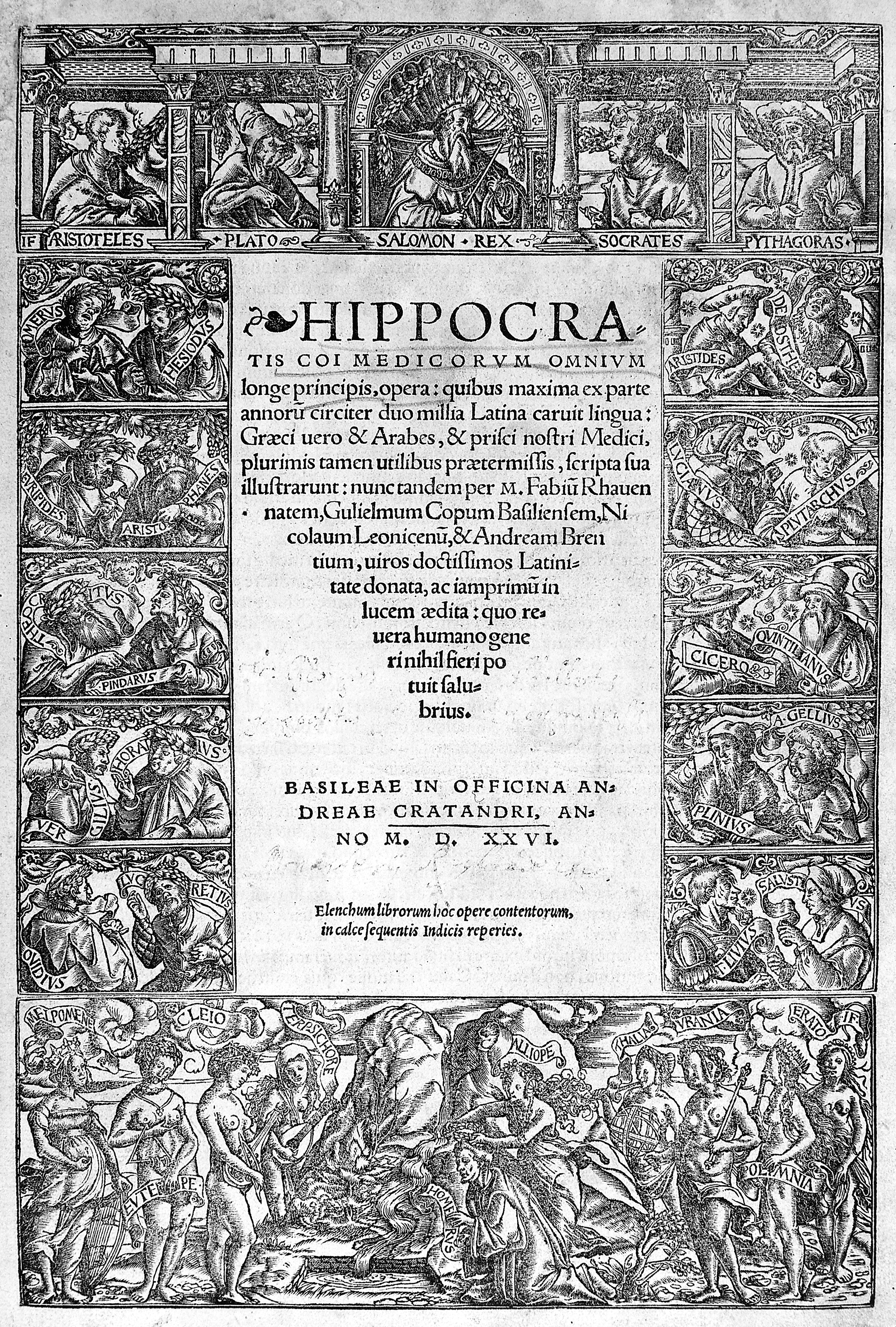
Hippokratész műveinek egy 1726-os kiadása

### Orvostudomány
Nagy mennyiségű irat (az úgynevezett Corpus Hippocraticum) maradt fenn Hippokratésznek (Kr. e. 460–377), a görög orvostudomány legjelesebbjének neve alatt. A 72 mű – melyek autentikussága nem állapítható meg teljes bizonyossággal – közül híresebb A szent betegségről; A szelekről, a vizekről és a helyekről; a Prognosztikon; az Epidémiai; A régi orvostudományról; és természetesen a Hippokratészi eskü.

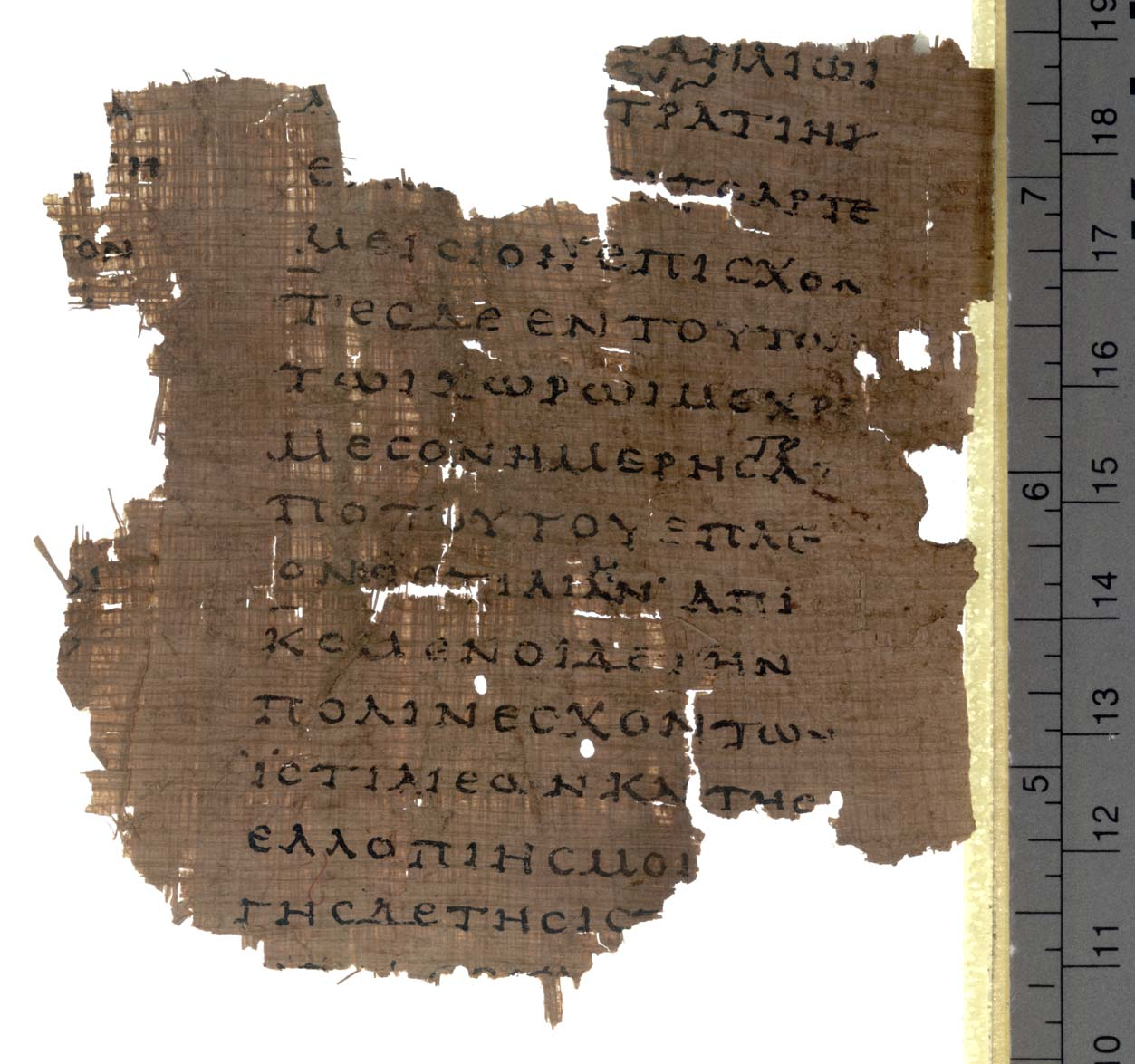
Töredékek Hérodotosztól (Papyrus Oxyrhynchus 2099, Kr. u. 2. század eleje)

### Történettudomány
A történetírásban a Cicero által „a történetírás atyjának” nevezett halikarnasszoszi Hérodotosz (Kr. e. 484–425) bejárta valószínűleg Makedóniát, Trákiát, Kis-Ázsiát, az Észak-afrikai Kürénét, Egyiptomot, Szíriát, Babilóniát, Perzsiát, de eljutott Dél-Itáliába is. Vallásos-moralizáló történelemfelfogásban megírt hatalmas Történelme a tényleges történelmi ismeretek mellett földrajzi szempontból is jelentős. Thuküdidész (Kr. e. 460–395) nem világtörténetet, hanem kortörténeti monográfiát írt A peloponnészoszi háborúról. A hadvezér Xenophón (Kr. e. 434–355) Hellénikája ennek folytatása, Kürupaideiája II. Kürosz perzsa király regényes életrajza, az Agészilaosz II. Agészilaosz spártai király és hadvezér dicsőítése. Az Anabaszisz saját katonai emlékeinek gyűjteménye 7 könyvben. Szókratésszel foglalkozik a Szókratész védőbeszéde és az Emlékezések Szókratészre. Xenophónt folytatta Athéni Kratipposz (Kr. e. 375 k.) és a Hellenica Oxyrhynchia ismeretlen írója. Mellettük tovább működtek a korábbi korszak logográfusai (Hellánikosz, Hippüsz, Sztészimbrotosz), akiknek művei elvesztek – ahogy Ephorosz (Kr. e. 405–330, műve: Világtörténet 30 könyvben Kr. e. 341-ig), Theopomposz (Kr. e. 377–315, művei: Thuküdidészt folytató görög Történelem Kr. e. 410-től 394-ig 12 könyvben, illetve II. Fülöp makedón király története 58 könyvben), Lampszakoszi Anaximenész (Kr. e. 380–320, művei: Görög történelem Kr. e. 362-ig, II. Fülöp makedón király története), Philisztosz (Kr. e. 432–356, műve: Szicíliai történelem), Ktésziasz (?–Kr. e. 398, műve: Perzsa történelem).

### Földrajztudomány
A fent említett művek nagy számú földrajzi adata mellett Pütheasz (Kr. e. 380–310) Óceánját ismerték az ókorban, napjainkra azonban nem maradt fenn.

### Szónoklattan
Több szónoki beszédet ismerni a korból, szerzőik korabeli neves szónokok voltak, így Rhamnoszi Antiphón (Kr. e. 480–411), Andokidész (Kr. e. 440–390), Lüsziasz (Kr. e. 445–380), Iszokratész (Kr. e. 436–338), Aiszkhinész (Kr. e. 389–314), Hüpereidész (Kr. e. 389–322), Lükurgosz (Kr. e. 390–324) és Deinarkhón (Kr. e. 361–291). Az leghíresebb ókori görög szónok Démoszthenész (Kr. e. 384–322) volt, akinek 60 beszéde maradt fenn.

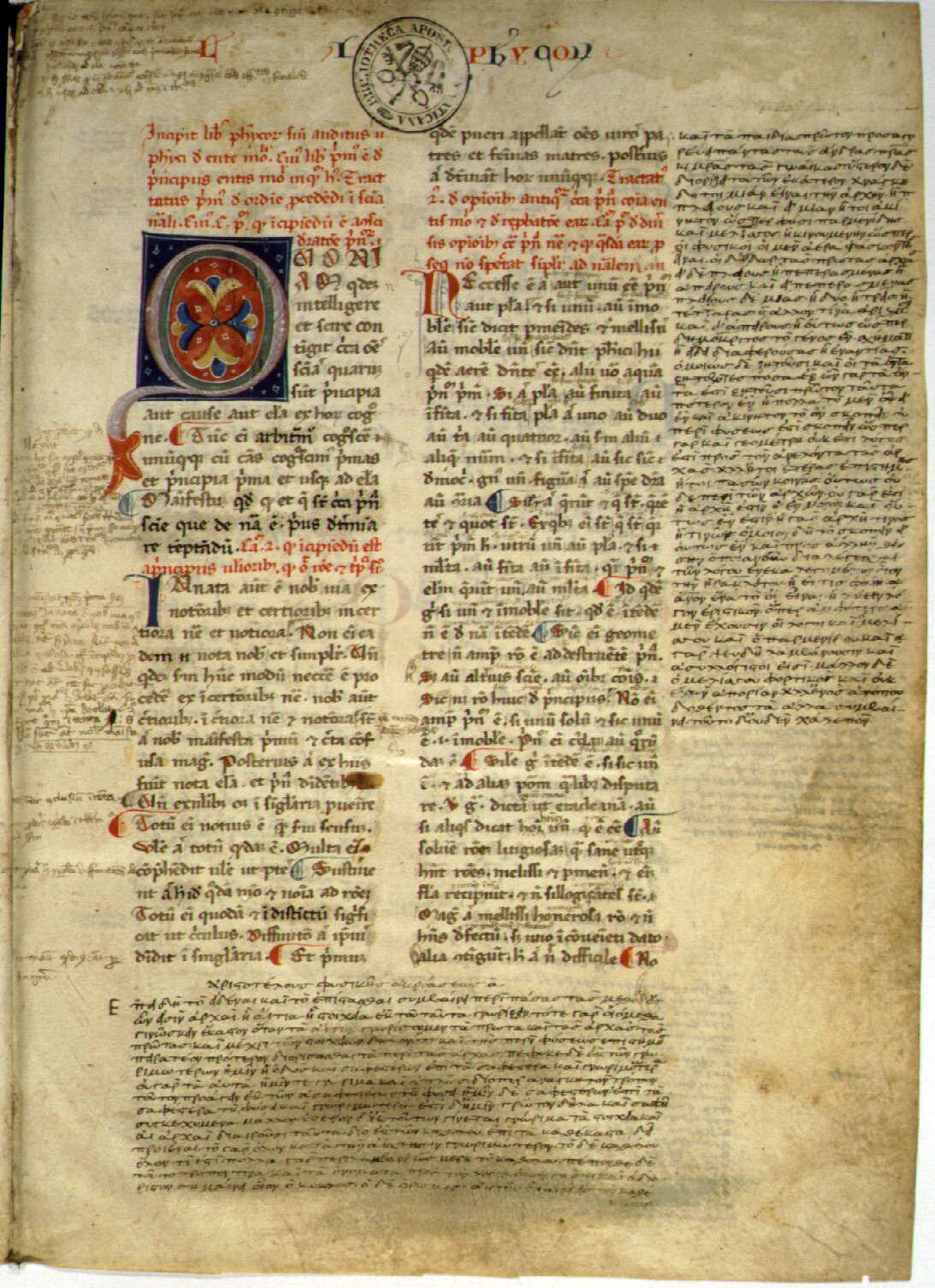
Középkori latin nyelvű kézirat Arisztotelész műveivel

### Polihisztorok
Arisztotelész (Kr. e. 384–322) írásainak jelentős része megmaradt, és ezek a művek témakörükben szinte minden tudományos területet érintenek. Az irodalomtudomány körébe esik a Rétorika ('Szónoklattan'), a Poétika ('Költészettan'), a Didaszkalia (drámatörténeti adatgyűjtemény) és az elveszett Rétorikai elméletek gyűjteményei. Történelmi munka az 58 görög alkotmány leírását tartalmazó – csak 1890-ben előkerült – Athéni állam. Természettudományos témakörű a Fizika, Az égről, a Meteórologika, az Állattan, és Az állatok részei. Filozófiai A filozófiáról, A metafizika, A lélekről, az Eudémosi etika, a Nikomakhoszi etika, a Nagy etika; logikai az Organon, a Katégoriák, a Herméneutika, az Analitika, a Topika, a Szofisztikus cáfolatok; míg államélettel kapcsolatos a Politika.
A klasszikus kor görög irodalma fontos betekintést nyújt a kor mindennapi életébe is, elősegíti a régészeti kutatások eredményeinek megfelelő értelmezését.

## A hellenisztikus kor görög irodalma (Kr. e. III. század – Kr. e. II. század)

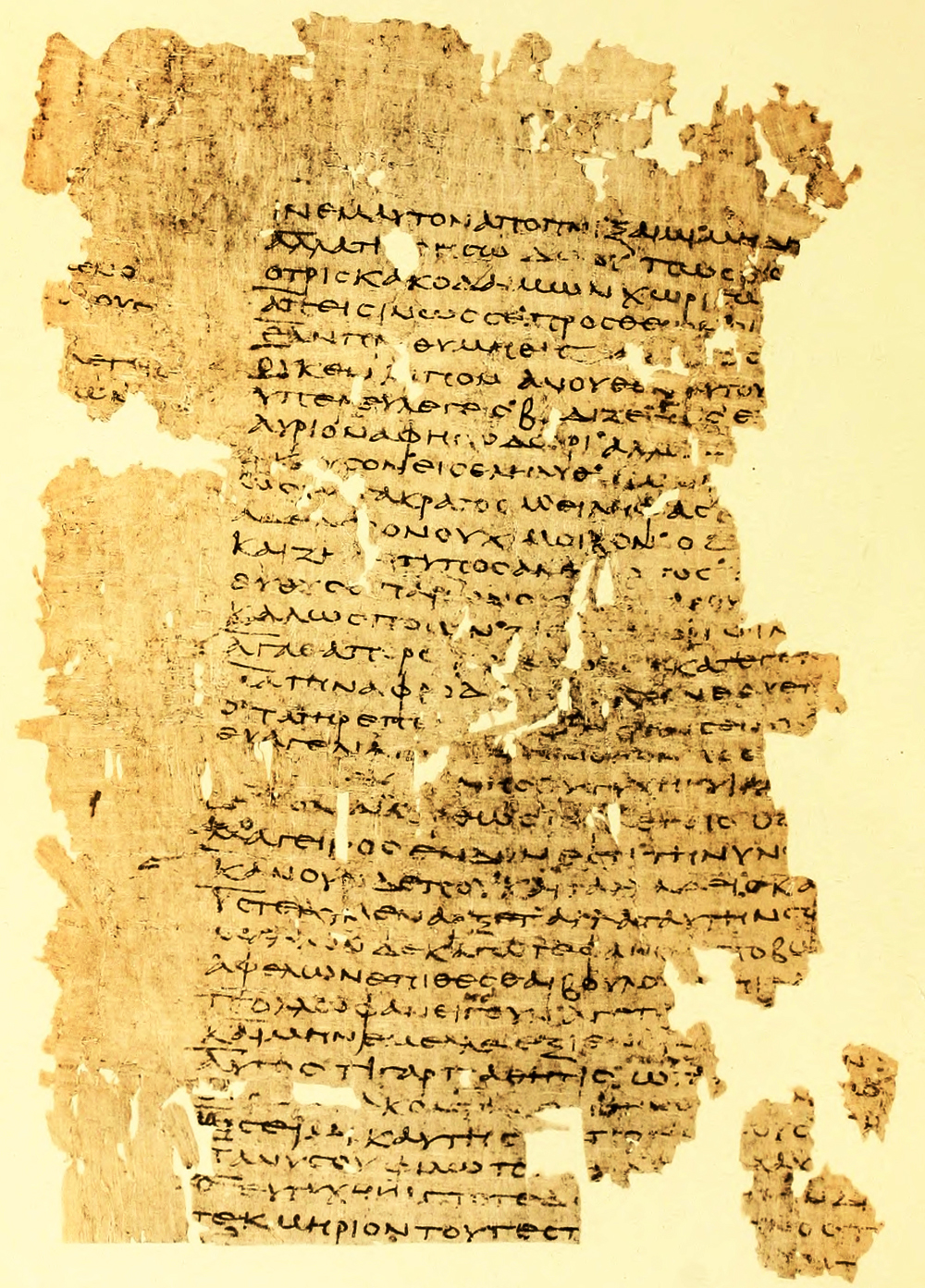
Töredékek Menandrosztól (Kr. u. 1. század)

### Újkomédia
Az úgynevezett újkomédia szerzői közül Philemón (Kr. e. 360–262) 100 darabjából (leghíresebbek: Emporosz ['Kereskedő'], a Phaszma ['Jelenés'] és a Thészaurosz ['Kincs']) csak töredékeket ismerünk. Menandrosz (Kr. e. 342–291) ugyancsak mintegy 100 műve közül a Düszkolosz ('Embergyűlölő') teljesen, míg az Epitrepontész ('Ítéletkérők'), Perikeiromené ('Lenyírt hajú leány'), Szamia ('Szamoszi nő'), Aszpisz ('A pajzs'), Geórgosz ('Földműves') jelentős részben, sok másik pedig kisebb-nagyobb töredékekben maradt fenn – hasonlóan Diphilosz (Kr. e. 355–289) komédiáihoz (Klérumenoi ['Osztozkodók'], Szkhedia ['Tutaj'], Lémniai ['Lémnoszi nők'], a Danaidesz ['Danaidák'], a Peliades ['Peliasz leányai'], és a Szapphó [Szapphó költőnő].

### Tragédia
A korszak tragédiaköltők közül Alexandrosz Aitólosz (Kr. e. 315–?) Astragalistaijának ('Kockajátékosok') csak a címét ismerjük. Lükophrónnak (Kr. e. 320–280 u.) mintegy 50 művéből Alexandrája teljes egészében, Kasszandreisz ('Kasszandreia lakosai'), és a Menedémosz töredékesen ismertek. A zsidó Ezékielosz (Kr. e. II. sz.) Ószövetséget drámai formában feldolgozó Exagógéjából ('Kivonulás') Kaiszareiai Euszebiosz őrzött meg egy 269 soros részletet Praeparatio evangelica című művében. Egy ismeretlen szerzőjű Kr. e. III. századi Gügész-tragédiából 16 sornyi töredék került elő egy papiruszon.

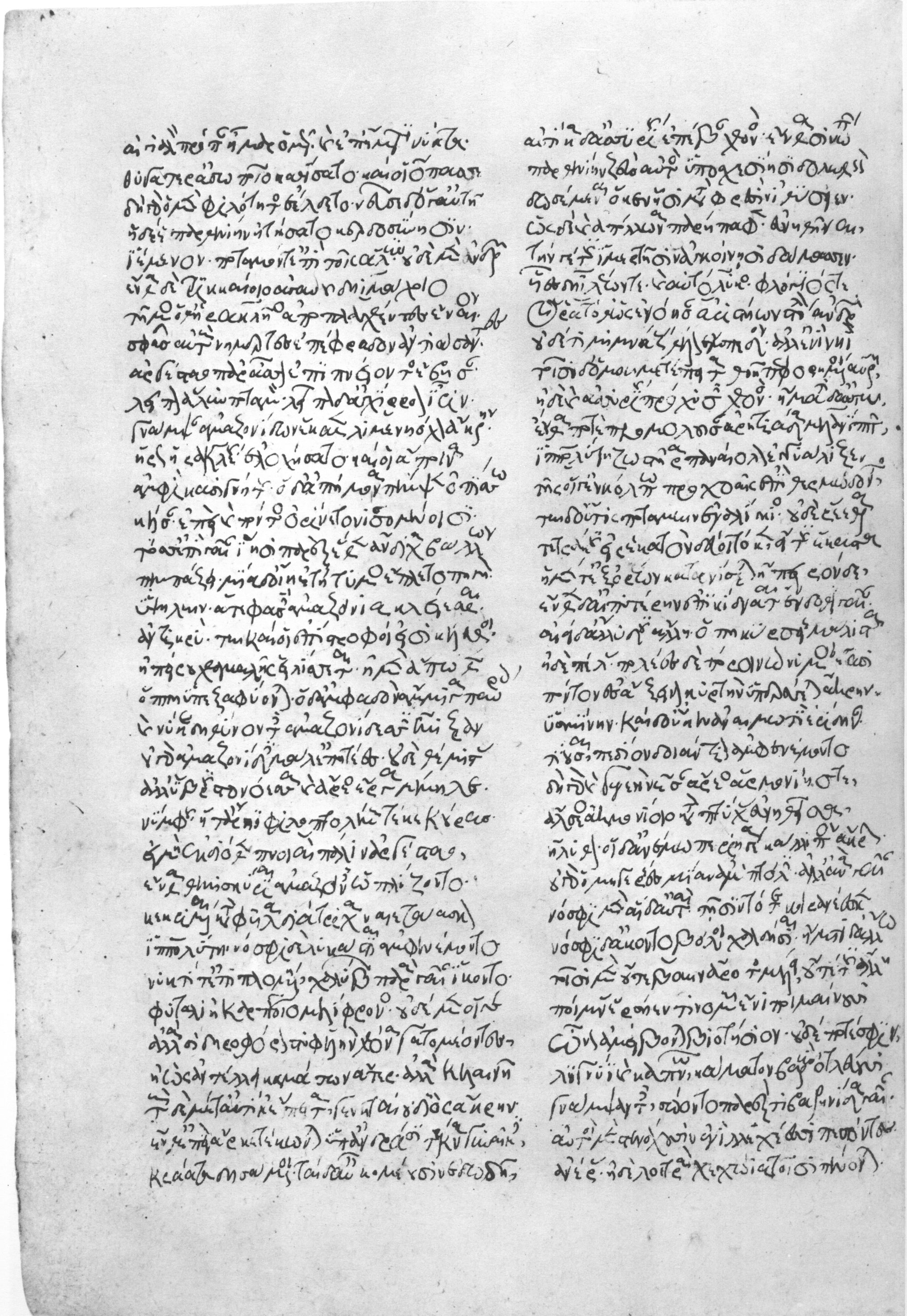
Egy oldal egy középkori Apollóniosz Rhodiosz-kéziratból

### Eposz
Az epika területén Apollóniosz Rhodiosz (Kr. e. 295–215) Argonautikája ('Az Argó hajósainak története') 4 énekben az Odüsszeiához hasonlóan a főhős utazásait beszéli el. Antagorasz (Kr. e. 270–?) Thébaisza elveszett, Rhianosz (Kr. e. 275–200 k.) Messzéniakája ('Messzéniai események') töredékesen ismert. Írt egy Héraklész-eposzt is, valamint kisebb költeményeket.

### Egyéb költészet
Aratosz (Kr. e. 315–240) Pán-himnusza mellett egy csillagászati tankölteményt szerzett (Phainomena ['Égi jelenségek']). Nikandrosztól (Kr. e. 197–130) a Thériakát ('Állatokkal kapcsolatos tanácsok') és az Alexipharmakát ('A mérgek ellenszerei') ismerjük. Hermészianax (Kr. e. 340–?) három könyvnyi elégiája elveszett, a tudós Kallimakhosz (Kr. e. 310–235) a Hekalé című kiseposza, 6 himnusza és 63 epigrammája viszont megőrződött. Euphorión (Kr. e. 275–200) Arai é Potériokleptészéből ('Átok vagy a kehelytolvaj') és Thraxából ('A thrák') részleteket ismerünk. Theokritosznak (Kr. e. 310–245) pásztori költeményei (Idillek), epigrammái, és epikus versei (Gyermek Héraklész, Hülasz) maradtak fenn. Herodasznak (Kr. e. III. sz.) csak a 19. század végén találták meg 7 mimusát egy papiruszleletben. Szótadész (Kr. e. III. sz.) verseiből töredékeket ismerünk csupán.

### Földrajztudomány
A földrajzi írók közül Szkümnosz (Kr. e. 185 k.) két, a földkerekséget bemutató – prózai és verses – Periégésziszt ('Körülvezetés'), melyből csak az utóbbi maradt fenn. Kivonatosan maradt fenn Hérakleidész Kritikosz (Kr. e. III. sz.) több városról készült útleírásai. Athéni Polemón (Kr. e. II. sz.) Athénről, Delphoiról, Dódónáról, Szamothrakéről és más városokról készült ismertetései hosszú ideig a művészettörténet, a vallástörténet, és a néprajz ókori kutatóinak is nélkülözhetetlen adatok egész tömegét szolgáltatták – azonban napjainkban ezek sem ismertek már. Alexandrosz Polühisztór (Kr. e. 100–40) kelet népeit bemutató könyveiből Kaiszareiai Euszebiosz őrzött meg hosszabb részleteket. Nearkhosz (Kr. e. 360–300) Kr. e. 325–324-ben végighajózott Ázsia délnyugati partjai mentén az Indus torkolatától egészen az Euphratésig, vállalkozását a Paraplus (Part menti hajózás) című – elveszett – művében ismertette, melyből Sztrabón és Arrianosz használt fel adatokat. Androszthenész (Kr. e. 320 k.) Arábia keleti partvidékének leírását készítette el, ebből Theophrasztosz őrzött meg részleteket. Töredékekben őrződött meg Megaszthenész (Kr. e. 350–290) Indikája ('India'), Agatharkhidész (Kr. e. 208–130) Peri erüthrasz thalasszésza ('A Vörös-tengerről') és Patroklész (?–Kr. e. 270) Kaszpi-tengere. Abdérai Hekataiosz (Kr. e. 340–280) elveszett műveiben az északi legendás hüperboreuszok és Egyiptom földjének leírását adta.

### Vallástudomány
Euhémerosz (Kr. e. 340–260) Hiera anagraphéja ('Szent feljegyzés') az óceán egyik déli szigetén tett utazását mesélte el, ahol a görög mitológiára vonatkozó feljegyzéseket talált. Palaiphatosz (Kr. e. IV. sz.) Peri apisztónban ('Hihetetlen történetek') a mítoszok csodás részeit elvetve azok racionális magyarázatára törekedett.

### Szónoklattan
A szónok Hégésziasz (Kr. e. IV. sz.) nevéhez fűződik a később elterjedt mesterkélt nyelvű, a túldíszített, dagályos szónoki stílus megalkotása. Hermagorasz (Kr. e. II. sz.) az úgynevezett sztátiszok („ügyállás”) elméletét, míg Apollóniosz Molón (Kr. e. I. sz.) Rodosz szigetén dolgozott ki egy újabb, egyszerűbb szónoki stílust és alapított egy szónoki iskolát. Mindhármuk művei elvesztek.

### Nyelvészet
Philitasz (Kr. e. 340–285) – költeményei mellett – Ataktoi glósszaijában ('Kusza jegyzetek') a ritka szavakat gyűjtötte össze és magyarázta meg olvasóinak. Büzantioni Arisztophanész (Kr. e. 257–185) közmondásgyűjteménye mellett Peri analogiaszában (Az analógiáról) egy tudományos grammatikai mű kidolgozására tett kísérletet. Arisztarkhosz (Kr. e. 216–143) mintegy 800 (ǃ) kötetnyi kommentárján (hüpomnéma) kívül számos értekezést írt. Dionüsziosz Thrax (Kr. e. 170–89) nevéhez köthető az első fennmaradt görög nyelvtant, amelyet a Bizánci Birodalomban egészen a 13. századig használtak az oktatásban. Állítólag 3500 vagy 4000 (ǃ) könyvtekercset töltöttek meg Didümosz Khalkenterosz (Kr. e. 63–Kr. u. 10) munkái, amelyek – kisebb töredékeket leszámítva – elvesztek a későbbi évszázadokban. Annyit tudni, hogy írásainak nagy részét szinte az összes ókori görög költőhöz és több íróhoz írt kommentárok, a költők szóhasználatát magyarázó értekezések tették ki.

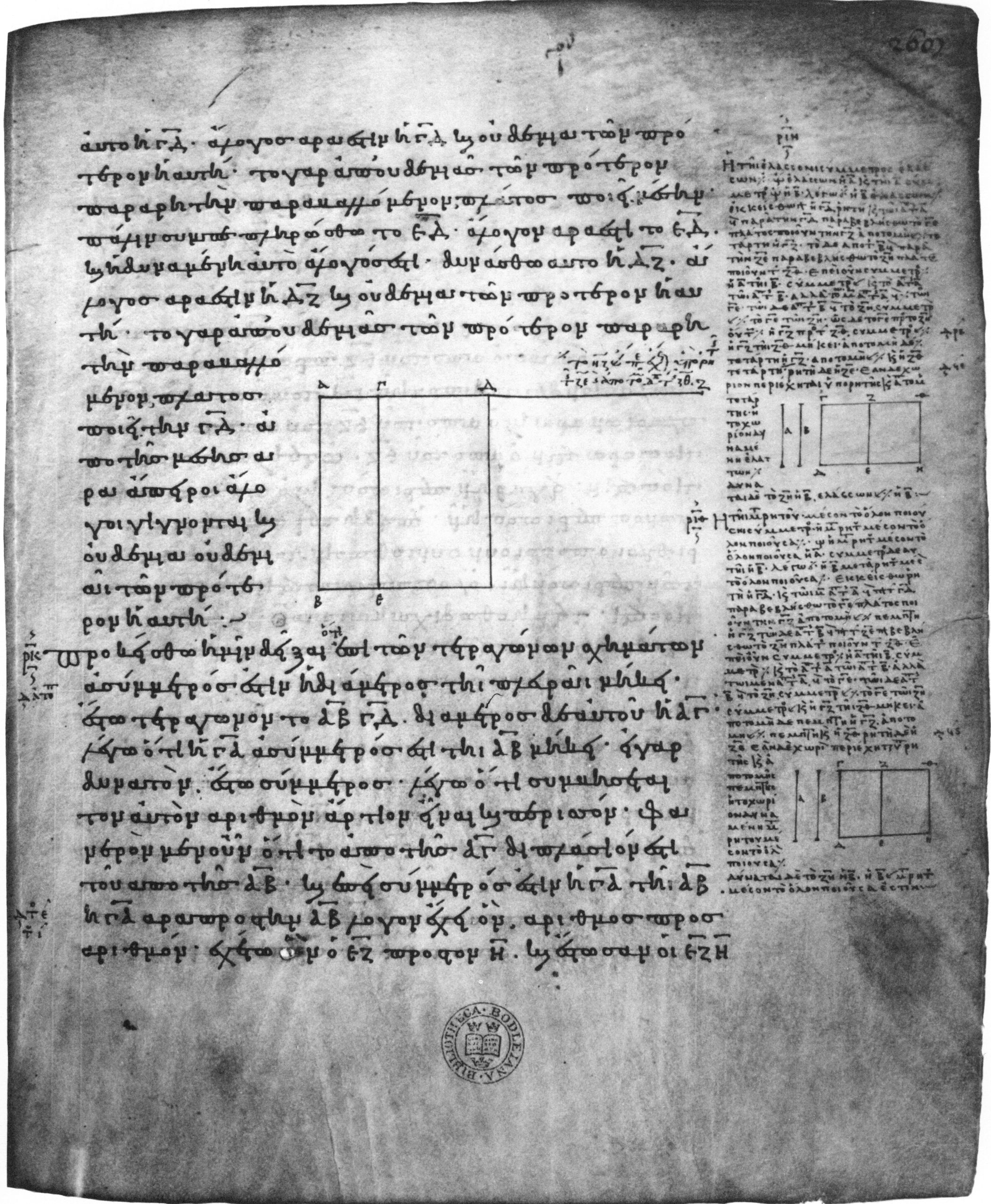
Egy oldal egy középkori Alexandriai Eukleidész-kéziratból

### Matematika, fizika
A matematikai irodalom történetében megkerülhetetlen Alexandriai Eukleidész (Kr. e. 300 k.) munkássága: míg az Sztoikheia ('Elemek') a sík- és térmértant, számelméletet; a Dedomena ('Adatok') a geometriai szerkesztéseket mutatja be. Ismertek optikával és csillagászattal foglalkozó könyvei is. Arkhimédésztől (Kr. e. 287–212) a Methodosz vagy Peri tón mékhanikón theórématón ('Mechanikai tételek módszertana'), a rendkívül nagy számok osztályozási módszerét bemutató Pszammitész ('A homokszemek száma'), a geometriai tartalmú Peri kónoeideón kai szphairoeideón ('Konoidokról és szferoidokról') és a Peri szphairasz kai külindru ('A gömbről és a hengerről'), és a hidrosztatikával foglalkozó Peri okhumenón ('Az úszó testekről'). Nem maradtak fenn az Arkhimédészt követő neves matematikusok (Alexandriai Ktészibiosz [Kr. e. IV. sz.], Pellai Diadész [Kr. e. III. sz.], Büzantioni Philón [Kr. e. 280–220]) írásai – az viszont igen valószínű, hogy a római Vitruvius felhasználta adataikat saját műve összeállításánál. Eratoszthenész matematikai munkásságát a polihisztor írók között tárgyalja a szócikk.

### Csillagászat
Szamoszi Arisztarkhosztól (Kr. e. 310–230) mindössze a heliocentrikus világképet mutató Peri megethón kai aposztématón héliu kai szelénész ('A nap és hold kiterjedése és távolsága') című értekezés maradt fenn. Szeleukiai Szeleukosz (Kr. e. 190–150 u.) írásai teljesen, a nap-év hosszúságát igen pontosan (365 és 1/4 napban) megfigyelő Rodoszi Hipparkhosz (Kr. e. 190–125) az Aratos-féle Phainomenához írott kommentárja kivételével elvesztek. Eratoszthenész csillagászati munkásságát a polihisztor írók között tárgyalja a szócikk.

### Orvostudomány
Karüsztoszi Dioklész (Kr. e. 375–295) Hügieina ('Egészségtan') részleteiben, míg a gyógynövényekkel foglalkozó Rizotomikon így sem maradt fenn. Praxagorasz (Kr. e. IV. sz.) elkülönítette a vénákat és az artériákat, Hérophilosz (Kr. e. 330–260) az anatómiát dolgozta fel, Eraszisztratosz (Kr. e. 305–250) az emberi agy működését vizsgálta, Philinosz (Kr. e. III. sz.) pedig az orvosi kutatómunka gyakorlati alapjait fektette le napjainkra elveszett műveiben.

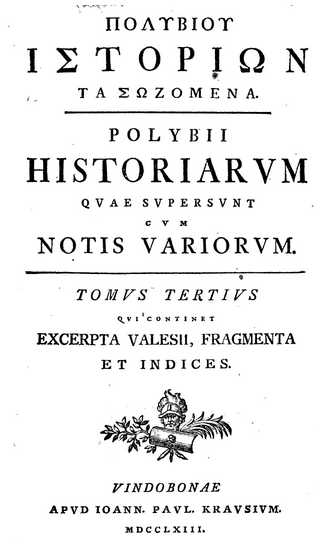
Polübiosz Történelme 1763-as kiadásának címlapja

### Történetírás
Elveszett Kalliszthenész (Kr. e. 370–327) Görög történelme, és a Nagy Sándor életét feldolgozó Praxeisz Alexandru ('Alexandrosz tettei'). A neve alatt másik, regényes Sándor-életrajz nem tőle való. (Ennek szerzőjét Pszeudo-Kalliszthenésznek, azaz 'Ál-Kalliszthenész'-nek nevezi a szakirodalom.) Több más Sándor-életrajz (Onészikritosz [Kr. e. 360–290], Kleitarkhosz [Kr. e. 285–246?], Kasszandreiai Arisztobulosz [Kr. e. 380–290], illetve a hadvezér és később egyiptomi király I. Ptolemaiosz [Kr. e. 367–282] tollából) is létezett az ókorban, melyek szintén elvesztek. Kardiai Hieronümosz (Kr. e. 354–250) a Sándor halála után kibontakozó háborúkat, Diüllosz (Kr. e. III. sz.) a Kr. e. 357 és 297 közötti időszak, Durisz (Kr. e. 340–270) a Kr. e. 371 és 281 világtörténelmét, Phülarkhosz (Kr. e. III. sz.) a Kr. e. 272 és 220 közötti görög történelmet dolgozta fel napjainkra elveszett munkáiban. Timaiosz (Kr. e. 346–250) töredékekben olvasható Görög történelme a kezdeti időktől Kr. e. 289-ig adott áttekintést 38 könyvben, Philokhorosz (Kr. e. 340–260) hasonló munkája a kezdetektől körülbelül Kr. e. 260-ig tekintette át a görög történelmet. Démétriosz Khronographikosz (Kr. e. III. sz.) a Kr. e. 180 és 135 közötti évek zsidó történetét, makkabeus felkelést. A mű teljes egészében elveszett. Bérósszosz (Kr. e. 340–280 u.) templomi krónikák alapján írt meg a teljes babilóniai történelmet Nagy Sándorig terjedően, Manethón (Kr. e. IV. sz.) hasonló módon Egyiptom históriáját. Mindkét műből késő ókori zsidó és ókeresztény szerzők tartottak meg részleteket. Részben (első 5 könyv) megőrződött Polübiosznak (Kr. e. 200–120) a Róma világbirodalommá alakulását 40 könyvben feldolgozó, a Kr. e. 264 és 144 közötti időszakot feldolgozó Történelme.

### Filozófia
A filozófia területén ebben a korban két nagy irányzat képviselőit kell megemlíteni. Epikurosz (Kr. e. 341–270), az úgynevezett epikureizmus alapítója legfőbb tanításai közmondásszerű szólásokba foglalta (Küriai doxai-gyűjtemény). Az ugyancsak Epikureusz tanácsait tartalmazó latin nyelven fennmaradt Gnomologicum Vaticanum anyagát valószínűleg utólag bővítették. Epikurosz követői közül Polüsztratosz (?–Kr. e. 218) az erkölcsi fogalmak keletkezését taglalja a Peri alogu kataphronészeószban ('Nem szabad lebecsülni a közvéleményt'), Philodémosz (Kr. e. 110–35) Peri theón ('Az istenekről') és a Peri eusebeiasz ('A jámborságról') című munkái az epikureus vallásfilozófiát fejtik ki, a Peri muszikész ('A zenéről') a zene erkölcsi hatására vonatkozó elmélet kritikája, a Peri rhétorikész ('Rétorika') az ékesszólás művészetét elemzi. – A sztoicizmus alapítója, Kitioni Zénón (Kr. e. 336–264) Politeia ('Az állam') című művet írta; míg követője, Khrüszipposz (Kr. e. 279–206) állítólag 705 tekercset betöltő, mára elveszett műveiben a sztoikus tanítást minden részterületét feldolgozta. Babilóni Diogenész (Kr. e. 240–150) Peri musikészéből (A zenéről) töredékek maradtak fenn. Panaitiosz (Kr. e. 185–110) Peri tu kathékontosz (A kötelességről) című munkáját Cicero forrásként használta a Tuszkulumi beszélgetésekhez. Más filozófusoktól (Pürrhón [Kr. e. 360–270], Phleiuszi Timón [Kr. e. 315–226], Karneadész [Kr. e. 214–128], Larisszai Philón [Kr. e. 159–84], Megarai Telész [Kr. e. 235 k.], Phaléroni Démétriosz [Kr. e. 360–282]) töredékek – vagy azok sem – maradtak fenn.

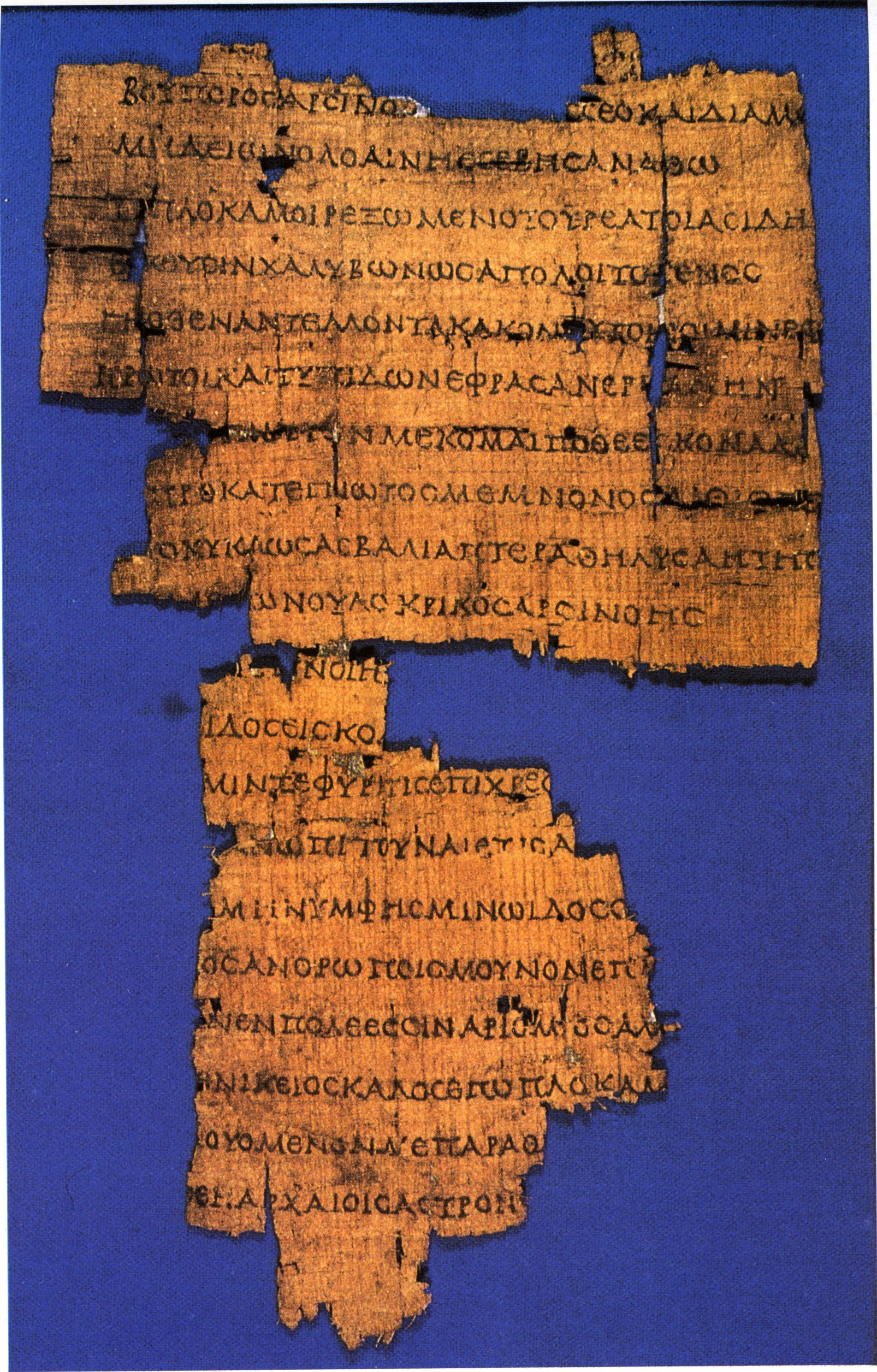
Töredékek Kallimakhosztól (Kr. e. 1. század)

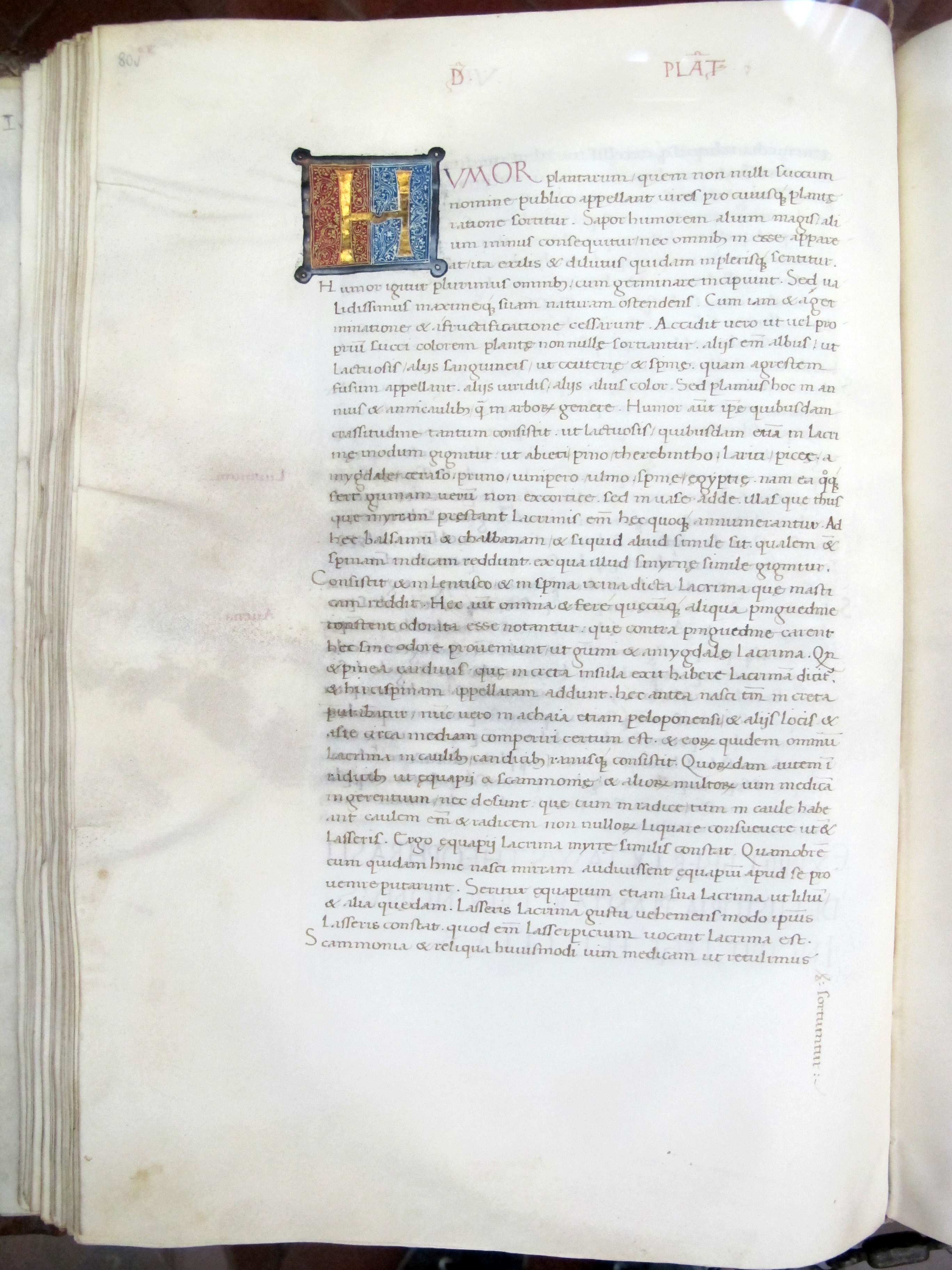
Egy oldal Theophrasztosz műveinek egyik középkori, latin nyelvű kéziratából (1457 körül)

### Polihisztorok
A költőként is számontartott Kallimakhosz (Kr. e. 310–235) állítólag 800 (ǃ) – mára elveszett – könyvet írt, melyekből az Ethnikai onomasziai ('Népi elnevezések') az első görög nyelvi lexikon volt, mely a görög dialektusok különféle tárgyakra és fogalmakra használt kifejezéseit gyűjtötte össze. A 120 könyvből állt a Pinakész ('Táblák'), azaz az alexandriai könyvtár kézikönyvszerű katalógusa, amely a korábbi, immár klasszikus szerzőket műfajok szerint csoportosította és egy-egy író vagy költő munkásságáról részletes áttekintést nyújtott. A négy könyv terjedelmű, verses Aitia ('Okok') tulajdonképpen egy sor lazán összefűzött elbeszélés, amelyek mindegyike még élő szokások, ünnepek, elnevezések eredetét, keletkezéstörténetét tárta fel. Sajátos műve volt a Thaumatón tón eisz hapaszan tén gén kata topusz ontón szünagógé ('Az egész világ furcsaságai, helyek szerint rendszerezve'). – Bár sztoikus filozófus volt, mégis általános fizikai földrajzi művével (Peri ókeanu kai tón kat’ autón; 'Az óceánról és ami vele összefügg') híresült el Rodoszi Poszeidóniosz (Kr. e. 135–51). A Polübiosz művét folytató Hisztóriai ('Történelem') 52 könyvben a Kr. e. 144-től 85-ig terjedő korszak történelmét tekintette át. – Theophrasztosz (Kr. e. 371–287) természettudományos műve (Phüszikón doxai – 'A természetfilozófusok véleményei') mellett a vallási szokások kérdésével foglalkozott Peri euszebeiasz ('A jámborságról') és Peri apokhész ('A húsételtől való tartózkodásról') című műveiben, míg a Kharaktéresz ('Jellemrajzok') jellemtípusok gyűjteménye. – Eratoszthenész Pentatlosz (Kr. e. 276–194) 3 könyvből álló Geógraphiája ('Földrajz') az első matematikai alapon nyugvó görög földrajzi mű. Khronographiája egy kronológiai mű, a csillagképekről és a csillagokhoz fűződő mondákról Kataszteriszmoijában értekezett. Irodalomtörténeti tárgyú Az ókomédiáról című írása. Ezenkívül ismertek voltak filozófiai értekezései és költeményei is. – Athéni Apollodórosz (Kr. e. 180–110) az Iliász seregszemléjét (Iliász II., 484 sk.) kommentálta, vallástörténetet írt Peri theón ('Az istenekről'), Kr. e. 1184-től Kr. e. 120-ig terjedő verses történeti–művelődéstörténeti művet Khronika ('Krónika') címmel. Mindezek elvesztek, csak a görög mitológiát összefoglaló, de valószínűleg nem eredeti Bibliothékéje ('Könyvtár') maradt fenn. – Antigonosz Karüsztiosznak (Kr. e. 290–?) elveszett festészet- és szobrászattörténete, illetve a kortárs filozófusokat bemutató könyve. Napjainkban csak a Hisztorión paradoxón szünagógé ('Különös történetek gyűjteménye') ismert, amelyekben korának érdekességeit gyűjtötte össze.

## A római császárkor görög irodalma (Kr. e. I. század – Kr. u. V. század)

### Költészet

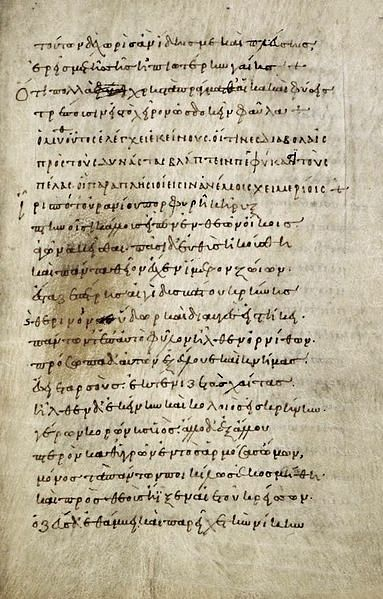
Babriosz mesegyűjteményének kézirata

Krinagorasztól (Kr. e. 70–Kr. u. 18) és Thesszalonikéi Philipposztól (I. sz.) epigrammák, Meszomédesztől (II. sz.) himnuszok, Babriosztól (II. sz.) egy verses mesegyűjtemény maradtak fenn. A kilíkiai Oppianosz (műk. 160–180 k.) a halászatot, míg névrokona, a Apameai Oppianosz (műk. 210 k.) a vadászatot dolgozta fel egy nagyobb költeményében. Az ismeretlen szerzőjű Lithika ('Kövek könyve') a bűvös erejű kövekről szól. Nonnosz (IV. sz.) 48 könyvből álló Dionüsziakája Dionüsziosz mitológiai történeteit egyetlen összefüggő elbeszélésbe foglalta össze, születésétől egészen megistenüléséig a cselekmény tengelyébe az indiai hadjárat mesés-képzeletbeli eseménysorát állítva. Muszaiosz (V. sz.) kiseposzt írt Héró és Leandrosz címmel. Szmürnai Kointhosz (olykor Quintus, III. sz.) az elveszett úgynevezett küklikus eposzok pótlásából írta meg az Iliász és az Odüsszeia cselekménye közti űrt kitöltő Ta met’ Homéron ('Az Iliasz folytatása') című eposzát. Trüphiodórosz (IV. sz.) egyetlen fennmaradt műve, az Iliu halószisz ('Ilion pusztulása') Trója ostromának utolsó napjait eleveníti fel. Lükopoliszi Kolluthosz (V. sz.) műveinek jelentős része szintén elveszett, mindössze csak a Harpagé Helenész ('Helené elrablása') maradt ránk, amelynek középpontjában Helené és Párisz találkozása, kettőjük szerelme és szökése van. A késő ókori újplatonista filozófus, Proklosz (412–485) himnuszokat hagyott hátra.

#### Regényirodalom
A regények közül az ismeretlen szerzőjű ún. Ninosz-regény (vsz. Kr. e. II. sz.-ból), az Aphrodisziaszi Khariton (Kr. e. I. sz.) Khaireasz és Kallirhoé története, Epheszoszi Xenophón (Kr. u. III. sz.) Ephesziaka ('Ephesosi történet') szerelmi regények, míg Antóniosz Diogenész (Kr. u. I. sz.) Ta hüper Thulén apisztája ('A Thulén túli hihetetlen dolgokról') inkább kalandregénynek tekinthető. Szerelmi regény Achilleus Tatios (Kr. u. II. sz.) Ta peri Leukippén kai Kleitophóntája (Leukippé és Kleitophón története), Iamblikhiosz (Kr. u. II. sz.) Babylóniakája, az ismeretlen szerzőjű Hisztoria Apollonii regisz Türi ('Apollonosz türoszi király története'), Longosz (Kr. u. II. sz.) Ta peri Daphnin kai Chloéna ('Daphnisz és Chloé'), illetve az utolsó ókori regény, Héliodórosz (Kr. u. III. sz.) Aithiopikája (Aithiopiai történet).

### Földrajztudomány
Dionüsziosz Periégétész (Kr. u. 55–115 u.) Periégészisz tész oikumenész ('A lakott föld bemutatása') című, 1187 hexameteres verses földrajzi műve hosszú időn keresztül a földrajzi ismeretek legfőbb tankönyve volt. Sztrabón (Kr. e. 63–Kr. u. 23) fennmaradt Geógraphikájában a matematikai–fizikai földrajz elvi kérdeseinek fejtegetése után a szerző Európa, Ázsia, és Afrika kontinensét tekinti át. (A Polübioszt folytató Hisztorika hüpomnémata ['Történeti feljegyzések'] című történelmi műve elveszett az idők során.) Nem ismert a szerzője az ebben a korszakban keletkezett Periplusz tész erüthrasz thalasszész ('A Vörös-tenger körülhajózása') című műnek. Pauszaniasz Periégétész (Kr. u. 115–180) a Periégészisz tész Helladoszban ('Hellas körüljárása') városról városra járva mutatja be az ókori Görögország területét.

### Csillagászat, matematika, fizika

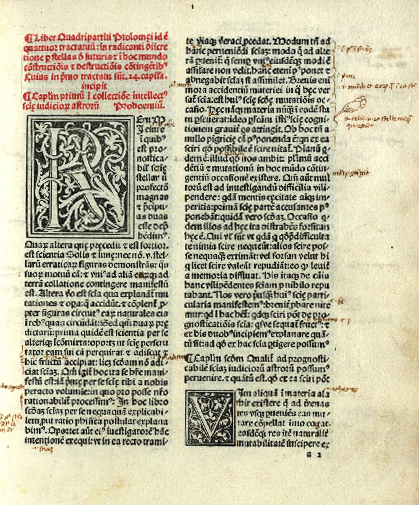
Klaudiosz Ptolemaiosz műveinek egy 1484-es kiadása

Klaudiosz Ptolemaiosz (Kr. u. 85–168) Mathématiké szüntaxisza ('A matematika rendszere'), más címmel Hé megiszté szüntaxisz ('A legnagyobb rendszer'), középkori arabosan elterjedt nevén Almageszt a korabeli csillagászati ismeretek összefoglalása, egyúttal a több évszázadon át jelenlévő geocentrikus világképért felelős írás. Tetrabiblosza ('Négy könyv') csillagászati kézikönyv, Geógraphiké hüphégészisz ('Bevezetés a föld feltérképezésébe') 3100 földrajzi pont szélességi és hosszúsági adatainak gyűjteménye, egyben bevezetés a térképkészítés tudományába. Harmonikája a zenetudomány, Optikája a fénytan összefoglalása. Diophantosz (214–298) félig fennmaradt Arithmetikájában a számok lényegét és értelmét tárgyaló bevezetés után 189 gyakorlati feladat megoldásában rakja le az algebra alapjait.

### Orvostudomány
Pedaniosz Dioszkoridész (Kr. u. 40–90) Peri hülész iatrikész ('A gyógyító anyagról') című pharmakológiai műve mintegy 600 gyógyító hatású növény, élelmiszer, ital és ásvány leírásával az egész középkoron át mértékadó szakmunka maradt. Epheszoszi Szóranosz (98–138) többek közt az akut és krónikus betegségekről, illetve a nőgyógyászatról értekezett (ez utóbbi műve maradt csak fenn teljesen), Rufusz Ephesziosztól (II. sz.) anatómiai és klinikai írások ismertek. Körülbelül 150 értekezése maradt fenn – görögül vagy latin/arab fordításban – Galénosznak (129–201) az orvostudomány szinte minden területéről. Oribasziosz (326–403) 70 könyvből álló orvostudományi kézikönyve részben maradt fenn.

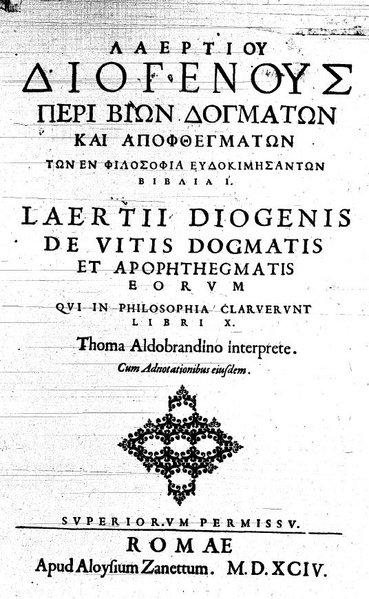
Diogenész Laertiosz filozófus-életrajzainak 1594-es római kiadása

### Filozófia
A sztoikus filozófusok köréből a római Caius Musonius Rufus (Kr. u. 25–101) görög nyelven írt műveiből töredékek maradtak fenn. Tanítványa, Epiktétosz (Kr. u. 55–120) gondolatait az ő tanítványa, a történetíró Arrianosz tette közzé Diatribai ('Értekezések') és Enkheiridion ('Kézikönyvecske') címmel. Az előbbi fele részben, az utóbbi teljesen fennmaradt. Hieroklész (II. sz.) erkölcstani összegzésének kétharmada került elő egy papíruszról. Töredékesen ismert a római Cornutus (Kr. u. 20–80) Epidromé tón kata tén Hellénikén theologian paradedomenón ('A görög teológia áttekintése'), viszont egészben olvasható Hérakleitosz Grammatikosz (I. sz.) Homérika problémata ('Homérosi problémák') című filozófiai írása. Aeneszidémosz (Kr. e. 80–10) Pürrhóneioi logoija ('Pürrhóni tanok') kivonatban, a latinos nevén ismert Sextus Empiricus (160–210) az egész korábbi antik szkeptikus filozófia összegezéséül szánta Pürrhóneiai hüpotüpószeisz ('Pürrhóni alaptételek') és Szkeptika ('Szkeptikus vizsgálódások') című írásait. Diogenész Laertiosz (180–240) az ókori filozófusok életrajzait dolgozta fel hatalmas mennyiségű adatot tartalmazó filozófiatörténeti művében. Hasonlót írt Eunapiosz (347–414 u.) is Bioi philoszophón kai szophisztón ('A filozófusok és szofisták életrajzai') címmel. – Részben az ókori zsidó irodalom körébe tartozik Alexandriai Philón (Kr. e. 25–Kr. u. 41) és Apion (Kr. e. 30–Kr. u. 48) filozófiai munkássága. – Az újpüthagoreus Tüanai Apollóniosz (Kr. u. 15–100) 77 levelet hagyott hátra, Numeniosz (II. sz.) Peri tagathu (A jóról) című műve töredékeiben ismert. – Az újplatonista filozófia jelentős alkotói közül Plótinosz (203–269) 54 értekezést tartalmazó Enneádésze, Porphüriosz (232–304) Eisz tasz Arisztotelusz katégoriasz ('Bevezetés Arisztotelész Kategóriáihoz') és az aszketikus tartalmú Peri apokhész empszükhón ('Megtartóztatás a húsételtől'), Iamblikhosz (250–330) félig fennmaradt Szünagógé tón Püthagoreión dogmatón ('A püthagoreus tanítások gyűjteménye') és a már költők között említett Proklosz (412–485) Peri tész kata Platóna theologiasz ('A platóni teológiáról'), illetve a kompendiumszerű Sztoikheiószisz theologiké ('A teológia alapvonala') érdemel említést. Szünésziosz (373–414) műveiben a kereszténységgel próbálta összeegyeztetni az úlplatonista filozófiát. Az újplatonista iskola utolsó tagjai Damaszkénosz (458–538 u.) és Szimplikiosz (490–560) voltak. – A Philosztratosz-család tagjai (III. sz.) többféle filozófiai kérdésről értekeztek.

### Grammatika
Apollóniosz Düszkolosz (II. sz.) megírta az első görög nyelvtant, Aeliosz Herodianosz (II. sz.) Katholiké proszódia ('Általános prozódia') című művében a hangsúlyra és a szótagok időmértékére vonatkozó tudnivalókat foglalta össze. Héphaisztión (II. sz.) a metrika elméletét tárgyalta. Műve rövidített változatban maradt fenn Enkheiridion peri metrón ('Metrikai kézikönyv') címmel. Iuliosz Polüdeukész (II. sz.) Onomasztikonja anyagát fogalomkörök alapján csoportosító lexikon. Harpokratión (II. sz.) szótára a tíz híres szónok, Alexandriai Hészükhiosz (V. sz.) valamennyi ókori görög író munkásságára kiterjed. Ióannész Sztobaiosz (V. sz.) több mint 500 görög költő és író műveiből tartalmaz szemelvényeket.

### Szónoklattan, szónokok
Kaléaktéi Caecilius (Kr. e. I. sz.) szónokokról írt műve elveszett, a történetíró Dionüsziosz Halikarnasszeusz (Kr. e. 54–8) viszont több szónoklattani művet hagyott maga után. Jelentős korabeli szónok volt Nikétész (I. sz.), Szkopelianosz (I. sz.) és Antonius Polemon (88–144). Herodes Atticus (101–177) számos írása közül csupán a Peri politeiasz (Az államról) című beszéde maradt fenn. Aelius Aristidestől (117–181) 55 beszédet ismerünk, míg Dión Khrüszosztomosztól (40–115) 80-at, melyből kettő tanítványának, Favorinosznak (80–160) a műve. (Utóbbitól egyéb műfajú töredékek is ismertek.) Maximus Tyrius (125–185) filozófiai beszédek szerzőjeként volt ismert. Libaniosznak (314–393) félszáz beszédén kívül 1603 levele is fennmaradt. Himeriosztól (315–386) töredékeket, Themisztiosztól (317–388) körülbelül 40, részben csak szír nyelvű fordításban fennmaradt beszédet ismerünk. Beszédek és 87 levél ismeretes Iulianus Apostata római császár (331–363) hagyatékából. Oktatás céljából készült Ailiosz Theon (I. sz.) Progümnaszmata ('Előgyakorlatok') című, nagyrészt fennmaradt gyűjteménye, amely egy-egy közmondás, mese, jellemzés, leírás stb. kidolgozására szánt példagyűjtemény. Tarszoszi Hermogenész (160–225) a korábbi szónoki stíluskategóriákat finomítja Peri ideónjában ('A stílusfajtákról'). A filozófus Longinosz (210–273) szónoki kézikönyvéből csak töredékek ismertek.

### Történetírás

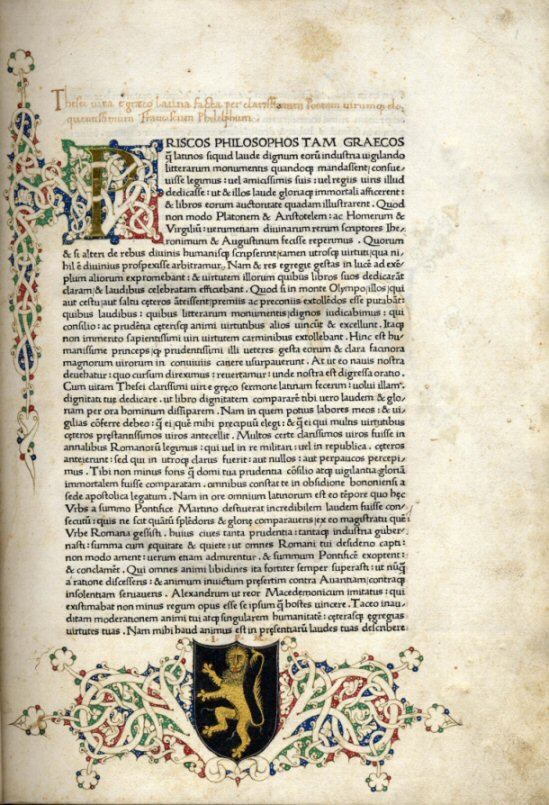
Egy középkori Plutarkhosz-kézirat

Csak későbbi hivatkozásokból ismert Pamphila (Kr. u. I. sz.) tudósnő 33 könyv terjedelmű Hüpomnémata hisztorikaja (Történeti feljegyzések), amely különféle szerzőktől vett idézetekkel próbál választ találni történelmi, életrajzi és kronológiai kérdésekre. Töredékeiből ismert Timagenész (Kr. e. I. sz.) Peri baszileón ('A királyokról') című Caesar koráig tartó krónikája és Nikolaosz Damaszkénosz (Kr. e. 64–4 u.) 144 könyvből álló Kr. e. 4-ig terjedő világtörténete. Diodórosz Szikulosz (Kr. e. 90–27) 40 könyvből áll, Kr. e. 54-ig terjedő Bibliothéké hisztorikéjének ('Történeti könyvtár') 1–5., illetve a 11–20. könyve ismert. Dionüsziosz Halikarnasszeusz (Kr. e. 54–7) Rómaiké Arkhaiologiája ('A régi Róma története') a Római Birodalom történetét foglalja össze a Kr. e. 260-as évekig. A műnek a fele, az első 10 könyve maradt fenn. A görög nyelvű zsidó történetírásban Tibériási Jusztusz (Kr. u. I. sz.) a zsidó királyok (Mózestől II. Agrippáig terjedő) története mellett a zsidó háborút dolgozta fel – mindkét műve elveszett. Ismert ugyanakkor Iosephus Flavius (Kr. u. 37–100) Iudaiké arkhaiologia ('A zsidó nép régi története') és a Zsidó háború története. Plutarkhosz (Kr. u. 46–125) nagy számú filozófiai írásai mellett az ókori görög és római történelmi személyeket hasonlította össze Párhuzamos életrajzaiban. Arrianosz (86–165) az Anabaszisz Alexandrut ('Nagy Sándor hadjárata'), Appianosz (95–165) Róma történelmét írta meg saját koráig görögül 24 könyvben, mely részlegesen maradt fenn. Cassius Dio (163–229 u.) 22 év alatt írta meg 80 könyvből álló Róma történelmét, amely Aeneastól saját koráig terjed. A 36–60. könyv maradt fenn teljes egészében, a többiből kivonatok ismertek. Héródianosz (178–240) Tész méta Markon baszileiasz hisztóriai ('A császárság története Marcus [Aurelius] után) a 180–238. évek történetét mutatja be. Tralleszi Phlegon (II. sz.) és Dexipposz (210–273) történeti művei elvesztek. (Érdekesség, hogy Phlegontól ismert ugyanakkor egy Peri makrobión kai thaumaszión ['Hosszú életű emberekről és csodálatos dolgokról'] című paradoxográfiai írás.) Az ókori görög történetírás utolsó alakja Priszkosz rétor (410–472 u.) és Zószimosz (V. sz.) volt. Előbbi Hisztória Büzantiakéja 471-ig dolgozta fel az eseményeket, ma már csak töredékekben ismert. Zószimosz História neaja ('Újabbkori történelem') Augustustól 410-ig tekinti át az eseményeket.

### Vallási irodalom – Újszövetség

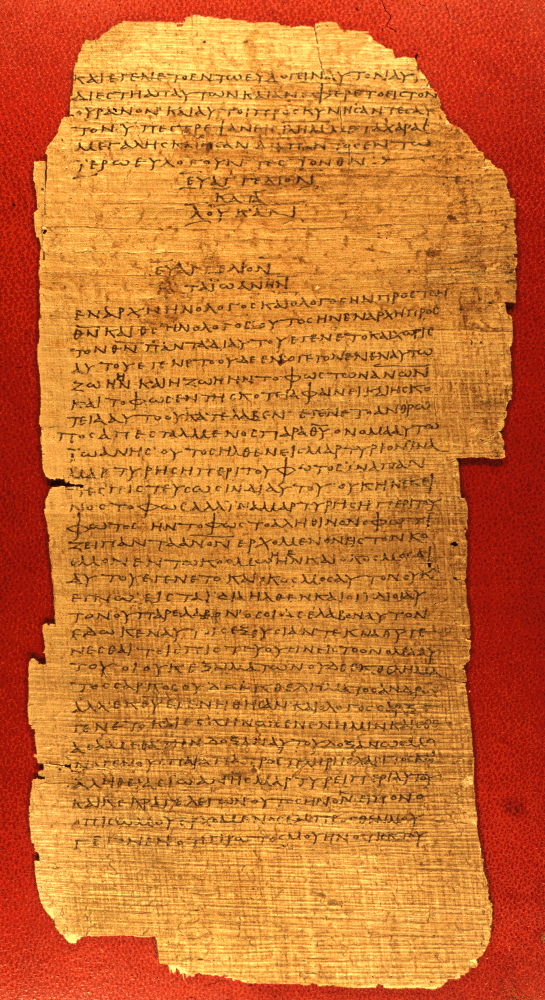
Az Újszövetség töredékei egy ókori papíruszon

Tulajdonképpen az ókori görög irodalom részének tekinthető a kereszténység kialakulását elmesélő Újszövetség is. A több kisebb könyvből álló gyűjtemény a 4 evangéliumban Jézus Krisztus életét, Az apostolok cselekedeteiben az első keresztény közösségek kialakulását és Pál apostol missziós útjait, a 21 apostoli levélben Jézus egy-egy tanítványának gondolatait, míg a gyűjteményt záró úgynevezett Jelenések könyvében a végső időkre vonatkozó (eszkatológikus) kijelentéseket vázolja fel.
| A Bibliához kapcsolódó, illetve általában keresztény ókori görög irodalmat a hagyományos (keresztény szóhasználattal „pogány”) görög irodalomtól külön szokták tárgyalni. A Wikipédia ehhez a gyakorlathoz alkalmazkodva az ókeresztény irodalom szócikkben számol be a korai görög nyelvű keresztény irodalomról. |

### Egyéb irodalom

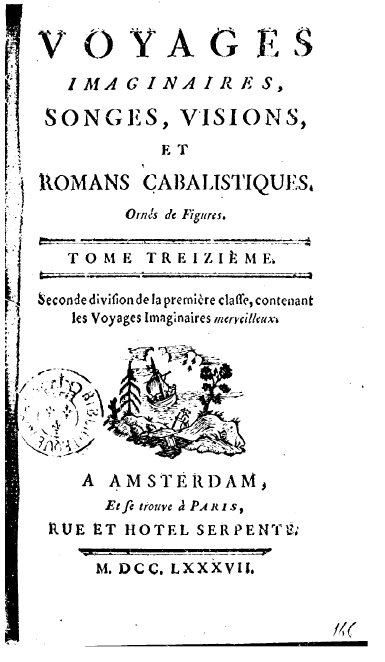
Lukianosz egyik művének 1787-es kiadása

A szórakoztató irodalom körébe tartozik Alkiphrón (Kr. u. II. sz.) 124 levelet számláló gyűjteménye (Episztolai) fiktív szerzői halászok, parasztok, élősködő emberek és hetairák) városi és vidéki kisemberek apró örömeiről és bánatairól ír, szemlátomást az újkomédia befolyása alatt. A műfaj későbbi képviselői közül csak Arisztainetosz (V. sz.) ismert, akinek Episztolai erótikai ('Szerelmes levelek') című gyűjteménye még egyszer, egész gazdagságában összefoglalja a műfaji hagyomány jellegzetes témáit. Gúnyolódó, bár elegáns stílussal alkotta meg nagy számban fennmaradt művei Lukianosz (Kr. u. 120–180), akit később éppen ezért „az ókor Voltaire”-jének neveztek. Művei közül megemlítendő a korabeli vallási nézeteket komikum tárgyává tevő Theón dialogoi ('Istenek párbeszédei'), a filozófiát támadó Bión praszisz ('Filozófusok árverése'). Komolyabb írása a földi javak mulandóságának és hiúságának felismerését mutató Nekrikoi dialogoi ('Halottak párbeszédei') és a Charón é episzkopuntesz ('Kharón vagy a vizsgálódók') is. Favorinus (Kr. u. 80–160) több, a klasszikus kori filozófusokra vonatkozó anekdotát gyűjtött össze Apomnémoneumata címmel. Klaudiosz Ailianosz (175–235) Poikilé historiájában ('Tarka történetek') történelmi és természettudományi érdekességeket válogatott össze a korábbi irodalomból, és ezeket vallásos-építő szándékkal, a sztoikus teológia szemszögéből fogalmazta újra. A Peri zóón idiotétosz ('Az állatok természete') című művének is a kuriózumok iránti érdeklődése határozta meg, párhuzamosan azzal a szándékkal, hogy az állatok életében is kimutassa az isteni bölcsesség működését. Kivonatban ismert Naukratiszi Athénaiosz (200 k.) Deipnoszophisztai (Bölcsek lakomája) egy fiktív lakoma alatti beszélgetéseket tartalmaz, amely a részt vevő jogászok, költők, szónokok, nyelvészek, filozófusok, orvosok és zenészek közötti ezerféle, többé-kevésbé a lakomával összefüggő témával kapcsolatos.
| A görög irodalom nem pusztult el a Római Birodalommal együtt, hanem tovább élt. A 6. században kezdődő korszakát a bizánci irodalom szócikk tárgyalja. |

## Magyar nyelvű fordítások
- Homérosz (költő)
- Hésziodosz (költő)
- Alkaiosz (költő)
- Szapphó (költő)
- Szimónidész (költő)
- Aiszóposz (költő)
- Theokritosz (költő)
- Nonnosz (költő)
- Muszaiosz (költő)

- Aiszkhülosz (drámaíró)
- Szophoklész (drámaíró)
- Euripidész (drámaíró)
- Arisztophanész (drámaíró)
- Menandrosz (drámaíró)

- Thalész (filozófus)
- Anaximandrosz (filozófus)
- Anaximenész (filozófus)
- Xenophanész (filozófus)
- Eleai Zénón (filozófus)
- Empedoklész (filozófus)
- Püthagorasz (filozófus)
- Anaxagorasz (filozófus)
- Démokritosz (filozófus)
- Gorgiasz (filozófus)
- Szókratész (filozófus)
- Antiszthenész (filozófus)
- Szinópéi Diogenész (filozófus)
- Platón (filozófus)
- Epikurosz (filozófus)
- Kitioni Zénón (filozófus)
- Pürrhón (filozófus)
- Plótinosz (filozófus)
- Porphüriosz (filozófus)
- Proklosz (filozófus)
- Szünésziosz (filozófus)
- Epiktétosz (filozófus)

- Hérodotosz (történetíró)
- Thuküdidész (történetíró)
- Xenophón (történetíró)
- Polübiosz (történetíró)
- Bérósszosz (történetíró)
- Manethón (történetíró)
- Diodórosz Szikulosz (történetíró)
- Dionüsziosz Halikarnasszeusz (történetíró)
- Plutarkhosz (történetíró)
- Arrianosz (történetíró)
- Appianosz (történetíró)
- Cassius Dio (történetíró)
- Diogenész Laertiosz (történetíró)
- Zószimosz (történetíró)

- Iszokratész (szónok)
- Démoszthenész (szónok)
- Ailiosz Ariszteidész (szónok)
- Dión Khrüszosztomosz (szónok)
- Libaniosz (szónok)
- Longinosz (szónok)

- Hippokratész (orvos)
- Dioszkoridész (orvos)
- Galénosz (orvos)

- Eukleidész (matematikus)
- Diophantosz (matematikus)

- Arisztarkhosz (csillagász)
- Hipparkhosz (csillagász)
- Eratoszthenész (csillagász)
- Klaudiosz Ptolemaiosz (csillagász)

- Arkhimédész (fizikus)

- Sztrabón (földrajztudós)
- Pauszaniasz (földrajztudós)

- Theophrasztosz (biológus)

- Arisztotelész (polihisztor)
- Kallimakhosz (polihisztor)
- Poszeidóniosz (polihisztor)

Az ókori görög irodalom jelentős számú irodalmi műve magyar nyelven is olvasható. Ezek teljességre törekvő – azonban csak 1984-ig feldolgozott – bibliográfiája a következő helyen olvasható:
- Horváth J. József: Az ókori görög és latin irodalom Magyarországon – Az 1536 és 1984 között magyarra lefordított önálló művek bibliográfiája (A Pecz Vilmos által 1902–1904-ben összeállított, s 1985-ben a „Tudománytár” sorozat részeként bővített változatban kiadott négykötetes „Ókori lexikon” 4. kötetében megjelent bibliográfia szerkesztett változata.), Budapest, 2015 → elektronikus elérhetőség:

Az alábbiakban – a szöveggyűjteményeket leszámítva – csak egyszerűbb, lehetőleg az egyes művek legújabb kiadását bemutató bibliográfia található.

### Szöveggyűjtemények időrendben

#### Görög és római írók
- Világirodalmi antológia – I. köt.: Ókor (szerk.: Szilágyi János György és Trencsényi-Waldapfel Imre), Budapest, 1952
- Erósz és Ámor – Görög és római költők a szerelemről, Magyar Helikon Kiadó, Budapest, 1957, 242 p
- A lakoma – A görög-latin próza mesterei (szerk.: Simon Róbert), Budapest, 1964. (A világirodalom remekei)
- A hadművészet ókori klasszikusai (szerk.: Hahn István), Budapest, 1963
- A nősténykentaur – Antik prózaírók (szerk.: Zsolt Angéla), Budapest, 1977
- Devecseri Gábor: Aranylant – I. rész: Ókor, Budapest, 1978 (Devecseri Gábor művei)
- Trencsényi-Waldapfel Imre: Ember vagy – Műfordítások, Budapest, 1979
- Antik portrék (válog.: Szabó György), Bukarest, 1979 (Téka)
- Apollón lantja – A görög-római irodalom kistükre (szerk.: Falus Róbert), Budapest, 1982
- Sztoikus etikai antológia (válog.: Steiger Kornél), Budapest, 1983 (Etikai gondolkodók)
- Korai földrajzi szerzők – A római hódítás kora (Kr. u. 54-ig) (Az ókori Pannonia történetének forrásai I.), Károli Egyetemi Kiadó, Budapest, 2003, ISBN 963-8-392-61-4

#### Csak görög írók
- (szerk.: Radó Antal) Görög költők – Szemelvények magyar forditásban az irókat s műveiket ismertető bevezetésekkel Athenaeum R. Társulat, Budapest, 1886, 292 p
- Görög történetírók, Európa Könyvkiadó, Budapest, 1988, ISBN 963-07-4334-5, 697 p
- Reményi Ede: A görög epigramma s a görög anthologia eredete, Budapest, 1887
- Ponori Thewrewk Emil: Görög anthologiabeli epigrammák – Görögül és magyarul, Budapest, 1891
- Sebestyén Károly: A görög gondolkodás kezdetei Thalestől Sokratesig – Az összes töredék fordításával, Budapest, 1898 (Filozófiai írók tára 14.)
- Kincs Gyula: Szemelvények a görög lyra és a vele kapcsolatos magyar classikus költészet termékeiből, Zilah, 1901
- Sebestyén Károly: A cinikusok, Budapest, 1902 (Filozófiai írók tára 16.)
- Sarudy György: Görög lyrai anthologia, Budapest, 1902
- Csengeri János: A görög líra gyöngyei, Szeged, 1933
- Földy József: Hermes-himnusz és egyéb műfordítások Pápa, 1935
- A görög bukolikusok I–II. köt. (ford.: Vértesy Dezső), Budapest, 1939–1940
- Trencsényi-Waldapfel Imre: Görög költők, Budapest, 1942
- Trencsényi-Waldapfel Imre – Devecseri Gábor: Görög versek, Budapest, 1947 (Új könyvtár 6.)
- Korai görög materialisták, Budapest, 1952
- A boldog vadászok – Görög novellák (ford.: Révay József), Budapest, 1959
- Görög költők antológiája (szerk.: Falus Róbert), Budapest, 1959 (A világirodalom klasszikusai)
- Széphajú khariszok táncza (ford.: Jánosy István és Kálnoky László), Budapest, 1960
- Pásztori múzsa – Görög bukolikus költők, Magyar Helikon Kiadó, Budapest, 1961, 237 p
- Görög drámák (vál.: Komjáthy László), Budapest, 1963 (Diákkönyvtár)
- Görög költők antológiája (szerk.: Szepessy Tibor), Budapest, 1964 (A világirodalom gyöngyszemei)
- A leány meg az isten – Görög szerelmes novellák (szerk.: Révay József), Budapest, 1968
- Míg élők közt leszel élő – Epigrammák a görög Antologiából (ford.: Somlyó György), Budapest, 1980
- Görög költők antológiája (szerk.: Szepessy Tibor), Budapest, 1982 (A világirodalom klasszikusai)
- Devecseri Gábor: Görög komédiák, Budapest, 1982 (Devecseri Gábor művei)
- Források az ókori görög zeneesztétikai történetéhez (vál. és ford.: Ritoók Zsigmond., görögül és magyarul), Budapest, 1982
- Görög történeti chrestomathia (szerk. Borzsák István), Nemzeti Tankönyvkiadó Rt., Budapest, 1997, ISBN 963-18-7715-9, 291 p (több kiadásban)
- (szerk. Hegyi Dolores) Görög vallástörténeti chrestomathia, Osiris Kiadó, Budapest, 2003, ISBN 9789633893807
- Európai antológia-sorozat: Görögország:
  - A demokrácia bölcsője, Budapest, 1960
  - A görög hétköznapok, Budapest, 1960
  - A görög művészet világa I–II. köt., Budapest, 1962
  - A görög irodalom világa, Budapest, 1966
  - Színház és stadion, Budapest, 1968
  - Gazdasági élet az ókori Görögországban, Budapest, 1970
  - Görög vallás, görög istenek, Budapest, 1974

### Egyes művek

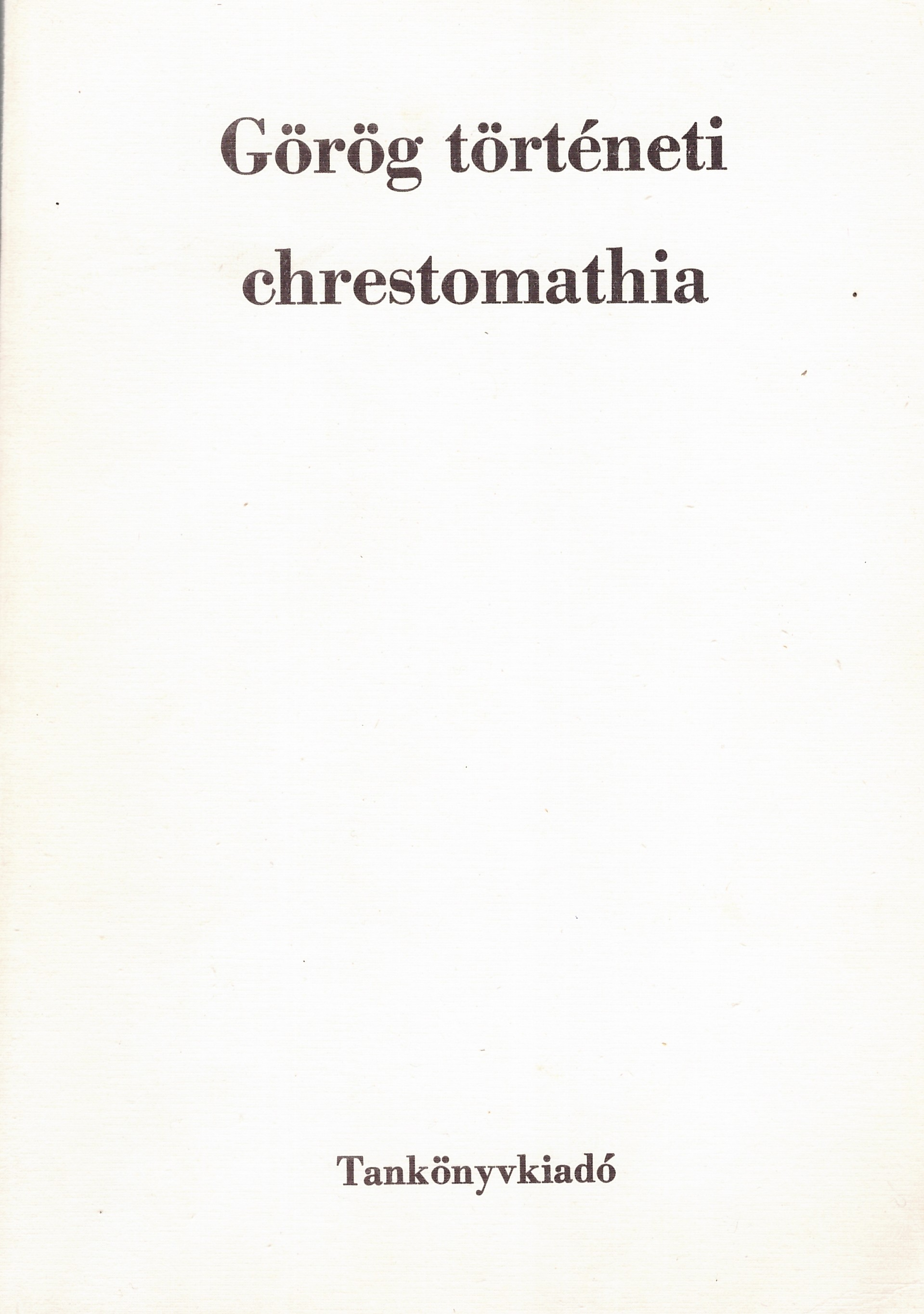
Görög történeti chrestomathia

#### Mitológia, regeirodalom
- Apollodorus: Mitológia (ford.: Horváth Judit), Budapest, 1977
- Cox György: Görög regék, Franklin Társulat, Budapest, 1911, 440 p (→ reprint kiadás: Anno Kiadó, Budapest, ISBN 963-9066-28-1, é. n. [1990-es évek])
- (szerk. Hajdú Péter) Szemtanúk a trójai háborúról. Krétai Dictys, Frígiai Dares és Philosztratosz szövegei, Gondolat Kiadó, Budapest, 2011, ISBN 978 963 693 068 4
- Kerényi Károly: Görög mitológia, Gondolat Könyvkiadó, Budapest, 1977, ISBN 963-280-376-0, 520 p
- Kallós Ede: Görög-Római vallástörténet és mitológia, Cserépfalvi Kiadó, Budapest, 1936, 322 p
- Román József: Zeusz, Gondolat Könyvkiadó, Budapest, 1966, 442 p
- Trencsényi-Waldapfel Imre: Görög regék, Móra Ferenc Ifjúsági Könyvkiadó, Budapest, 1976, ISBN 963-11-0586-5, 394 p (több kiadásban)
- Trencsényi-Waldapfel Imre: Mitológia, Gondolat Kiadó, Budapest, 1968, 419 p (több kiadásban)

#### Drámaírók
- Aiszkhülosz drámái (ford. többen), Budapest, 1962 (A világirodalom klasszikusai)
- Aristophanes vígjátékai (ford.: Arany János), I–II., Budapest, 1961 (Arany János Összes Művei 8–9. kritikai kiadás)
- Görög komédiák: Az akharnebeliek + Béke + Lüszisztraté + A nők ünnepe + A nőuralom (ford.: Devecseri Gábor), Budapest, 1982 (Devecseri Gábor Művei)
- Euripidész összes drámája (ford. többen), Budapest, 1984 (A világirodalom klasszikusai)
- Menander: Az embergyűlölő (ford.: Trencsényi-Waldapfel Imre), Budapest, 1960
- Menander: Ítéletkérők (ford.: Devecseri Gábor), Budapest, 1971
- Szophoklész drámái (ford.: többen), Budapest, 1979

#### Filozófusok
- Anaxagoras Clazomenaeus: Megtört hangok – görögül és magyarul (kiad. és ford.: Schwarz Gyula), Pest, 1861
- Aristoteles: A lélekről (ford.: Förster Aurél), Budapest, 1915
- Aristoteles: Politika (ford.: Szabó Miklós), Budapest, 1984
- Aristoteles: Metafizika (ford.: Halasy-Nagy József), Budapest, 1936 (reprint: Budapest, 1959)
- Aristoteles: Nikomachosi ethika (ford.: Szabó Miklós) I–II., Budapest, 1971
- Aristoteles: Az athéni állam – görögül és magyarul (ford.: Ritoók Zsigmond), Budapest, 1954
- Aristoteles: Organon – görögül és magyarul (ford.: Rónafalvi Ödön és Szabó Miklós.) I. kötet, Budapest, 1961 [Több nem jelent meg]
- Aristoteles: Poétika (ford.: Sarkady János), Budapest, 1963.
- Aristoteles: Eudémoszi etika + Nagy etika (ford.: Steiger Kornél), Budapest, 1975 (Etikai gondolkodók)
- Aristoteles: Rétorika (ford.: Adamik Tamás), Budapest, 1982.
- Kleanthes sztoikus imája (ford.: Módi Mihály), Győr, 1930 (Az alexandrinus kor görög költői 3.)
- Diogenész Laertiosz: A filozófiában jeleskedők élete és nézetei I–II. (ford. Rokay Zoltán), h. n., Jel, 2005, ISBN 963931885X
- Epictetus kézikönyvecskéje, vagyis a stoikus bölcs breviáriuma (ford.: Sárosi Gyula), Budapest, 1942
- Epicurosnak legfontosabb tanításai [Levelei] (ford.: Kövendi Dénes és Sárosi Gyula), Budapest, 1946
- Heraclitus Múzsái, vagy a természetről (ford.: A Stemma közössége. Kerényi Károly irányításával), Budapest, 1984
- Heraclitus 131 fennmaradt mondata (ford.: Hamvas Béla), Budapest, 1947 (A dialektika klasszikusai)
- Longinus: A fenségről – görögül és magyarul (ford.: Nagy Ferenc), Budapest, 1965
- Lukianosz összes művei [ford.: többen] I–II. köt., Budapest, 1974
- Marcus Aurelius római császár elmélkedései (ford.: Huszti József), Budapest, 1983
- Platón összes művei [ford. többen]. I–III. köt., Budapest, 1984
- Plotinos: A szépről és jóról (ford.: Techert Margit), Budapest, 1925 (Filozófiai könyvtár 9.)
- Plotinos: Az istenről és a hozzá vezető utakról (ford.: Magyaryné Techert Margit), Budapest, 1944
- Cheron-beli Plutarchusnak a gyermekek neveléséről írott könyve... (ford.: Hatvany Pál), Buda, 1795
- Pythagoras arany mondatai (ford.: Kis János) [ + Isokrates négy beszéde (ford.: Szabó István)], Pest, 1846 (Hellen könyvtár 2.)
- Szimplikiosz kommentárja Epiktétosz Kézikönyvecskéjéhez. Fordította és a kommentárokat írta Steiger Kornél. Gondolat Kiadó, Budapest, 2016. ISBN 9789636936679
- Theophratus: Jellemrajzok (ford.: Szepessy Tibor), Budapest, 1982

#### Költők
- Aiszóposz meséi (ford.: Sarkady János), Budapest, 1969
- Anakreón versei (ford.: Devecseri Gábor), Budapest, 1962
- Apollóniosz Rhodiosz: Arany-gyapjas vitézek, vagy Argonautikon (ford.: Szabó István), Budapest, 1877
- Bacchylides költeményei (ford. Hegedüs István, Görög és latin remekírók-sorozat), Franklin-Társulat Magyar Irodalmi Intézet és Könyvnyomda, Budapest, 1903, 152 p
- Callimachus: Első himnusza (ford.: Módi Mihály), Győr, 1930
- Cebes: Az élet képe – görögül és magyarul (ford.: Toldy István), Pest, 1860
- Herondas élete és művei (írta és [ford.:] Módi Mihály), Győr, 1937 (Az alexandrinus kor görög költői 1.)
- Hésziodosz: Istenek születése + Munkák és napok (ford.: Trencsényi-Waldapfel Imre), Budapest, 1974
- Homerosi békaegérharc – eredeti versmértékben (ford. Juhász László), Királyi Magyar Egyetemi Nyomda, Budapest, 1927, 20 p
- Homérosz: liász + Odüsszeia + Homéroszi költemények (ford.: Devecseri Gábor), Budapest, 1960 (Helikon klasszikusok)
- Musaeus: Héró és Leandros (ford.: Trencsényi-Waldapfel Imre), Budapest, 1975
- Pindarus (magyarul tolmácsolta: Csengeri János), Budapest, 1929
- Theognis (ford.: Thewrewk Árpád), Budapest, 1875
- Theocritus költeményei (ford.: Vértesy Dezső), Budapest, 1904

#### Természettudósok
- Arkhimédesz körmérése – Eutorpius magyarázásával (ford.: Taubner Károly), Pest, 1840
- Arkhimédesz Arenariusa – görögül és magyarul (ford.: Grosschmid Lajos.), Budapest, 1931 (A Szt. István Akadémia... felolvasásai 3/1.)
- Euklides: Elemek (ford. és jegyz. ell.: Mayer Gyula), Budapest, 1983
- Hippocrates sebészete (ford.: Sattler Jenő), Budapest, é. n. [1927]
- Strabo: Geógraphika (ford.: Földy József), Budapest, 1977

#### Történetírók
- Appianosz: Róma története, Osiris Kiadó, Budapest, 2008, ISBN 9789633899106, 1084 p
- Aristotelés, Hérakleidés Lembos, Pseudo-Xenophón, Xenophón, Kritias és Héródés Attikos írásai a görög államokról, Osiris Kiadó, Budapest, 2002, ISBN 963-379-367-X, 221 p
- Héródianos: A Római Birodalom története Marcus Aurelius halálától (ford. Fehér Bence és Kovács Péter), Osiris Kiadó, Budapest, 2005, ISBN 963-389-669-X, 220 p
- Hérodotosz: A görög-perzsa háború (ford. Muraközy Gyula), Osiris Kiadó, Budapest, 1998, ISBN 963-379-309-2, 839 p
- Plutarkhosz: Párhuzamos életrajzok I–II., Osiris Kiadó, Budapest, 2005, ISBN 963-389-808-0, 2110 p
- Plutarchus: Szerelem könyve – Erótikos (ford.: Sandelhausen M. [= Kende Béla]), Budapest, 1925.
- Polübiosz Történeti könyvei 1–2. (ford. Muraközy Gyula et alii), Attraktor Kiadó, Gödöllő, 2002, ISBN 963-202-617-9, 1038 p
- Thuküdidész: A peloponnészoszi háború (ford.: Muraközy Gyula), Budapest, Osiris Kiadó, 2006, ISBN 9789633796788, 707 p
- Xenophón: Történeti munkái, Osiris Kiadó, Budapest, 2001, ISBN 963-389-119-1, 624 p

#### Regényírók
- Heliodorus: Sorsüldözött szerelmesek (ford.: Szepessy Tibor), Budapest, 1964
- Longus: Daphnis és Chloe (ford.: Détshy Mihály), Budapest, 1975
- Ephesusi Xenophon: Anthia és Habrokomész (ford.: Kárpáty Csilla), Budapest, 1975
- Achilleus Tatios: Leukippé és Kleitophón története (ford. Szepessy Tibor), Budapest, 2014 (elektronikus elérhetőség)

#### Szónokok
- Aelius Aristeidés: Róma magasztalása, Budapest, 2002, 291 p
- Demosthenes válogatott beszédei (ford.: Földi József.), Budapest, 1903
- Dión Chrysostomos: Tróját nem vették be és más írások (ford. Szepessy Tibor), ELTE Eötvös József Collegium, Budapest, 2016 (elektronikus elérhetőség)
- Isokrates négy beszéde (ford.: Szabó István), Pest, 1846 (Hellen könyvtár 2.) [+ Pythagoras arany mondatai (ford.: Kis János)]
- Lycurgus beszéde Leokrates ellen – görögül és magyarul (ford.: Fináczy Ernő), Budapest, 1893.
- Lysias beszédei, Osiris Kiadó – Balassi Kiadó, Budapest, 2003, ISBN 963-389-381-X, 559 p

#### Paradoxográfusok
- Kísértethistóriák és egyéb csodák. Phlegón Csodálatos történetei (ford. Pataricza Dóra), Gondolat Kiadó, Budapest, 2011, ISBN 978 963 693 234 3, 200 p

## Magyar nyelvű görög irodalomtörténetek

### Önálló művek
- Müller K. O. – J. V. Donaldson: A régi görög irodalom története I–II. (ford. Récsi Emil), Emich Gusztáv kiadása, Pest, 1861 és 1864, 445 + 364 p (befejezetlen, → a II. kötet elektronikus elérhetősége)
- Csányi Ferenc: A görög irodalom története, Stein János bizománya, Kolozsvár, 1866, 172 p (→ elektronikus elérhetőség)
- Köpesdy Sándor: A görög irodalom története, Heckenast Gusztáv kiadása, 1873, 145 p
- Pecz Vilmos: A görög tragoedia története, M. T. Akadémiának Classica-Philologiai Bizottsága, Budapest, 1889, 383 p (elektronikus elérhetőség)
- R. C. Jebb: A görög irodalom története, Athenaeum Irodalmi és Nyomdai R. T., Budapest, 1894, 170 p
- Maurice Croisset: A görög eposz története I–II., Magyar Tudományos Akadémia, Budapest, 1897–1898, 352 + 429 p (elektronikus elérhetőség)
- Márton Jenő: A görög irodalom története, Stampfel-féle Könyvkiadóhivatal, Budapest, 1900, 85 p
- Schill Salamon: A régi görög irodalom története, Franklin-Társulat Magyar Irod. Intézet és Könyvnyomda, Budapest, 1903, 210 p
- Wagner József: Görög régiségek és a görög irodalomtörténet vázlata – A tanulóifjuság használatára (ford. Dr. Horváth Balázs), Lampel R. Könyvkereskedése (Wodianer F. és fiai) Részvénytársaság, Budapest, 1906, 196 p
- Falus Róbert: Az ókori görög irodalom története I–II., Gondolat Kiadó, Budapest, 1964, 481 + 349 p
- Szepessy Tibor – Kapitánffy István: Az ókori görög irodalom – Vázlatos áttekintés (egységes jegyzet, kézirat), Nemzeti Tankönyvkiadó, Budapest, 1992, 265 p
- (szerk.) Szepessy Tibor – Kapitánffy István: Bevezetés az ógörög irodalom történetébe, ELTE Eötvös József Kollégium, Budapest, 2013, ISBN 978-615-5371-08-0, 276 p (elektronikus elérés: )

- Csányi Ferencː A görög irodalom története (1866)
- R. C. Jebb: A görög irodalom története (1894)
- Schill Salamon: A régi görög irodalom története (1903)
- Márton Jenő: A görög irodalom története (1907)

### Fejezetek nagyobb irodalomtörténetekben
- Hellas IN: Scherr János: A világirodalom története I–III., Benkő Gyula Kiadása, Budapest, 1891, I. kötet, 109–159 p
- Hellének – Hegedűs István: Első könyv: Ókor, Kr. u. 324-ig In: (szerk.) Heinrich Gusztáv: Egyetemes irodalomtörténet I–IV., Franklin-Társulat Magyar Irod. Intézet és Könyvnyomda, Budapest, 1903–1911, I. kötet, 378–653. o.
- A görögök IN: Paul Wiegler: A világirodalom története I–II., Révai Testvérek Irodalmi Intézet Rt., Budapest, é. n. [1920-as évek], 44–77. o.
- A görögök IN: Szerb Antal: A világirodalom története Magvető Könyvkiadó, Budapest, 1962, 3–67. o.
- A klasszikus irodalom és Hellénisztikus korszak IN: Antal László – Miklós Pál – Hajdú Péter: A kultúra világa: Világirodalom – Filozófia, Közgazdasági és Jogi Könyvkiadó, Budapest, 1964, 121–144 p

## Külső hivatkozások
- Görög költők antológiája (MEK)
- Szemelvények a görög lantos költészet remekeiből (MEK)
- Görög irodalom. In  A Pallas nagy lexikona. Szerk. Bokor József. Budapest: Arcanum – FolioNET. 1998.  ISBN 963 85923 2 X